# Lipthay Béla (entomológus)
Lipthay Béla (teljes nevén: báró kisfaludi és lubellei Lipthay Béla; Béla Lipthay de Kisfalud et Lubelle) (Lovrin, Torontál vármegye, 1892. május 28. – Szécsény, Nógrád megye, 1974. március 16.) lepidopterológus, entomológus, muzeológus, ősbotanikus.

## Családja

### Szülei

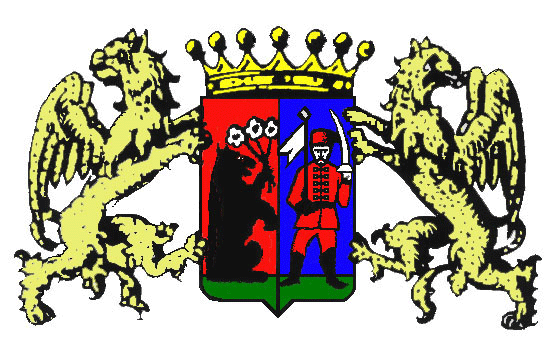
A Lipthay család címere

Édesapja Lipthay Frigyes báró (Lovrin, 1865. március 17. – Lovrin 1917. november 22., teljes név: kisfaludi és lubellei Lipthay Frigyes báró) a Királyi Magyar Természettudományi Társulat tagja volt.
A család egyike a legrégebbi Liptó vármegyei nemesi családoknak, mely hosszú időn át, Magyarország északi részén (Borsod, Nógrád, Heves megyékben) élt és gazdálkodott, majd birtokot szerzett a bánáti Lovrinban (Lórántfalva) és Kisőszön a 19. század közepén.
A kisfaludi és lubellei előnév a Felvidékhez kapcsolódik. Kisfalud Nógrád megyei helység, mely ma már nem létezik, de a hajdani Liptó vármegyei Lubelle, Szlovákiában, még ma is létező falu.
Édesanyja Margit Lázár-Bors de Szárhegy grófnő (1872–1954) országosan elismert nyúltenyésztő volt.
A szárhegyi Lázár família, ősi erdélyi főnemesi család, birtokaik Csíkszéken és Gyergyószéken voltak. Kastélyuk ma is megtekinthető a Gyergyószéki Szárhegyen.

### Testvérei
- Zsófia (Lovrin, 1893. július 25. – Buenos Aires, 1973. december 21., teljes név: Zsófia Lipthay de Kisfalud et Lubelle)
- Antal (?, 1877 és 1927 között – ?, ?, teljes név: Antal Lipthay de Kisfalud et Lubelle BR)
- Mária (?, 1877 és 1927 között – ?, 1965, teljes név: Mária Lipthay de Kisfalud et Lubelle)

### A család nevezetesebb tagjai
- Lipthay Imre (1580? – 1633) országgyűlési és törökországi nagykövet, Hont és Bars vármegye alispánja.
- Lipthay Antal báró, (1745–1800) altábornagy, a bárói ág alapítója, a török háború kiváló katonája, majd az itáliai hadjárat hadosztályparancsnoka.
- Lipthay Béla báró (1827–1899) főrendházi tag, műgyűjtő, a magyar iparművészeti társulat alapító tagja és elnöke, huszár főhadnagy az 1848–49-es szabadságharcban, később Pest megye főispánja.

### Felesége
1917 nyarán ismerkedett meg Meggyesfalván, a Bissingen család kastélyában, Odescalchi Eugénia Ágnes Mária főhercegnővel (Szolcsány, 1898. október 15. – Szécsény 1985. augusztus 18.), akivel 1918. november 30-án házasságot kötött.

### Gyermekei
- Frigyes (Lovrin, 1919. október 29. – Averino, 1942. augusztus 7., teljes név és titulus: kisfaludi és lubellei báró Lipthay Frigyes), a második világháború kitörésekor önként jelentkezett a frontra, rövid szolgálat után a Ludovika Akadémiára vezényelték tiszti képzésre, de saját kérésére újra visszatért a harcmezőre, ahol rövidesen, 1942-ben, a Don-kanyarban, 22 éves korában életét vesztette.
- Antal (Lovrin, 1923. július 23. – Charlottesville, 2001. szeptember 23., teljes név és titulus: kisfaludi és lubellei báró Lipthay Antal Mária Béla Alajos), felnőttként Dél-Amerikában, Chilében telepedett le, két gyermeke született Antal és Isabel.
- Bálint (Lovrin, 1934. szeptember 20. – ?, 2008. január 29., teljes név és titulus: kisfaludi és lubellei báró Lipthay Bálint Béla Frigyes Alajos Sándor Mária), Magyarországon élte le az életét. Felesége losonczi báró Bánffy Katalin Mária Daniela, majd Dénes Mariann. Első házasságából két gyermeke született, Endre és Gergely.

## Életútja

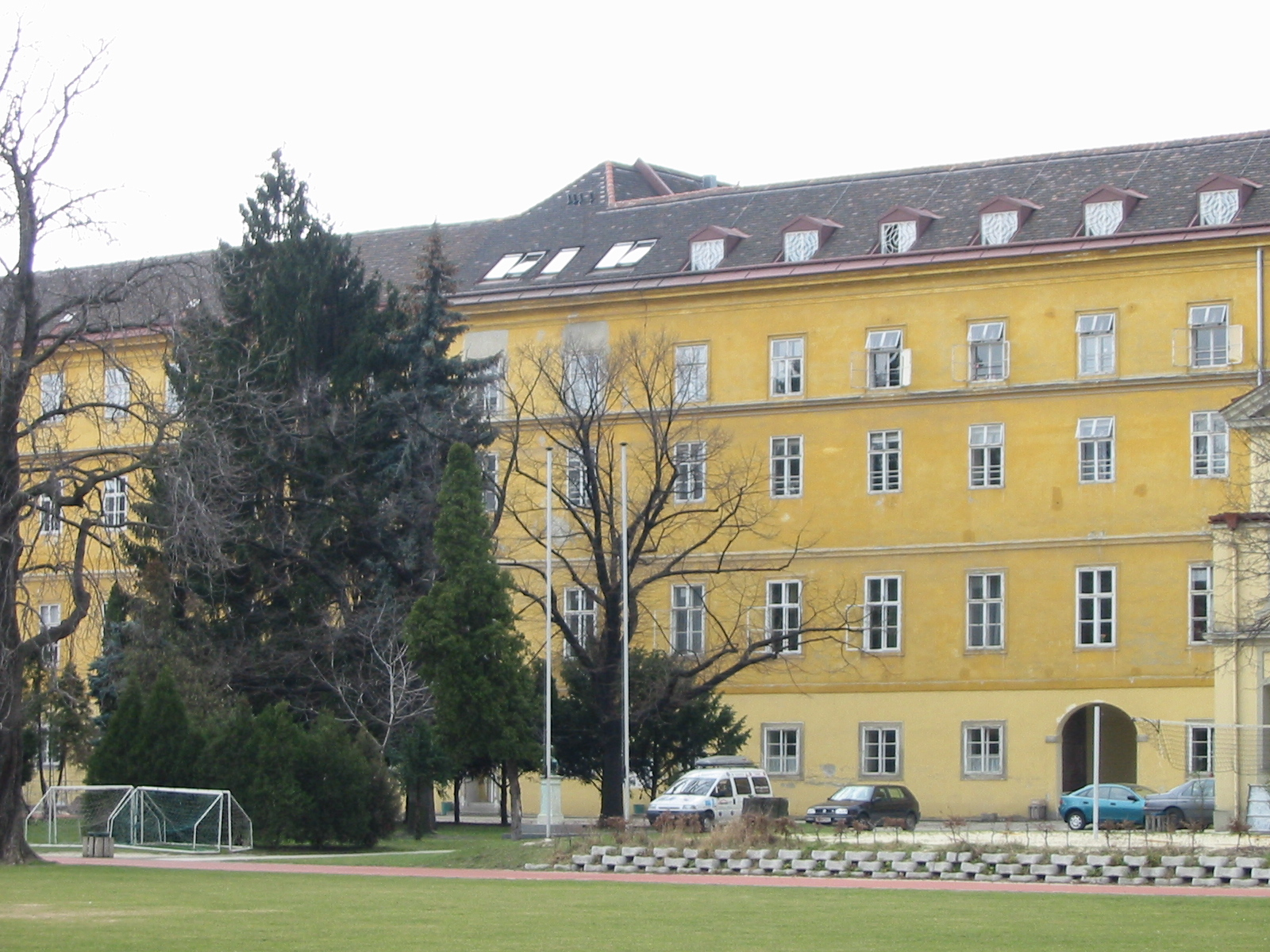
Theresianische Akademie

### Tanulóévek
Főnemesi családból származott, ezért nem járt elemi iskolába. Német-, francia-, később magyar tanítónők oktatták.
A gimnázium első osztályát Bécsben, a Mária Terézia által alapított bentlakásos elit tanintézményben, a Theresiánumban (Teréz Akadémia, eredeti neve: Theresianische Akademie) végezte.
Az intézmény a birodalom minden nemzetisége számára nyitott volt. Oktatni német nyelven, majd 1910-től magyar nyelven is kötelező volt.
Tanulmányait egy évig folytatta itt, mert betegeskedései miatt, év végén a szülei kivették az iskolából, majd Lovrinban, mint magántanuló tanult tovább.
A középiskolai tanulmányainak utolsó két évét a Ferenc József Nevelőintézetben, Budapesten töltötte, itt is érettségizett. Az intézményben angol-, és francia nyelvoktatásban is részesült. A rendes iskolai órákon kívül, a tanulókkal külön nevelők és korrepetitorok is foglalkoztak.
Lipthay Bélát gyermekkora óta vonzották a természettudományok (főleg a növény- és az állattan), gazdálkodónak készült, de szülői nyomásra mégis a zürichi Műszaki Egyetem Technikai Karára iratkozott be, de csak egy évig tanult itt, nem vonzották a gépek, tervei között szerepelt, hogy átiratkozik a Természettudományi Karra, ami sajnos az első világháború kitörése miatt meghiúsult.

### A háború alatti évei
1913-ban, az akkori elvárásoknak megfelelően, önkéntes katonai szolgálatra vonult be, ahol tartalékos zászlósi rendfokozatot szerzett, majd tartalékos tisztként folytatta a katonai szolgálatot a XIII. közös császári és királyi huszárezredben.
A háború alatt, rövid pihenőket kivéve, szinte végig a fronton harcolt.
Bronz- és Ezüst Katonai Érdemérmet, Nagyezüst Vitézségi Érmet, valamint Károly Csapatkeresztet kapott elismerésként.
A háború végén Bulgáriából érkeztek vissza, majd Budapesten szerelték le őket.
Lovrinba tért haza és az ősi birtokon gazdálkodásba kezdett.
A települést még Lipthay Antal tábornok 1792-ben Kisősszel (Gotlob) együtt kapta, II. Lipót császártól, donációként, a törökkel Újpalánknál vívott ütközetben tanúsított érdemeiért. A Napóleon elleni háborúkban, az Észak-itáliai harcokban is jeleskedő generális a későbbiekben itt épített magának kastélyt.
Fia, Frigyes, fasorokkal ültette be, és 1819-ben angolkertet is telepített a kastély köré.
A birtok apáról fiúra szállt, Lipthay Béla is édesapjától örökölte, annak 1917-ben bekövetkezett halála után.
Lovrin előbb szerb, majd román megszállás alá került. A földreform eredményeként jelentősen lecsökkentették a magyar birtokosok területét.
Lótenyésztésbe fogott, keményítőgyárat létesített, amit később konzervgyárrá alakított át. A vállalkozások, és a gazdálkodás mellett folytatta rovartani munkásságát is. Három gyermeke is itt született.

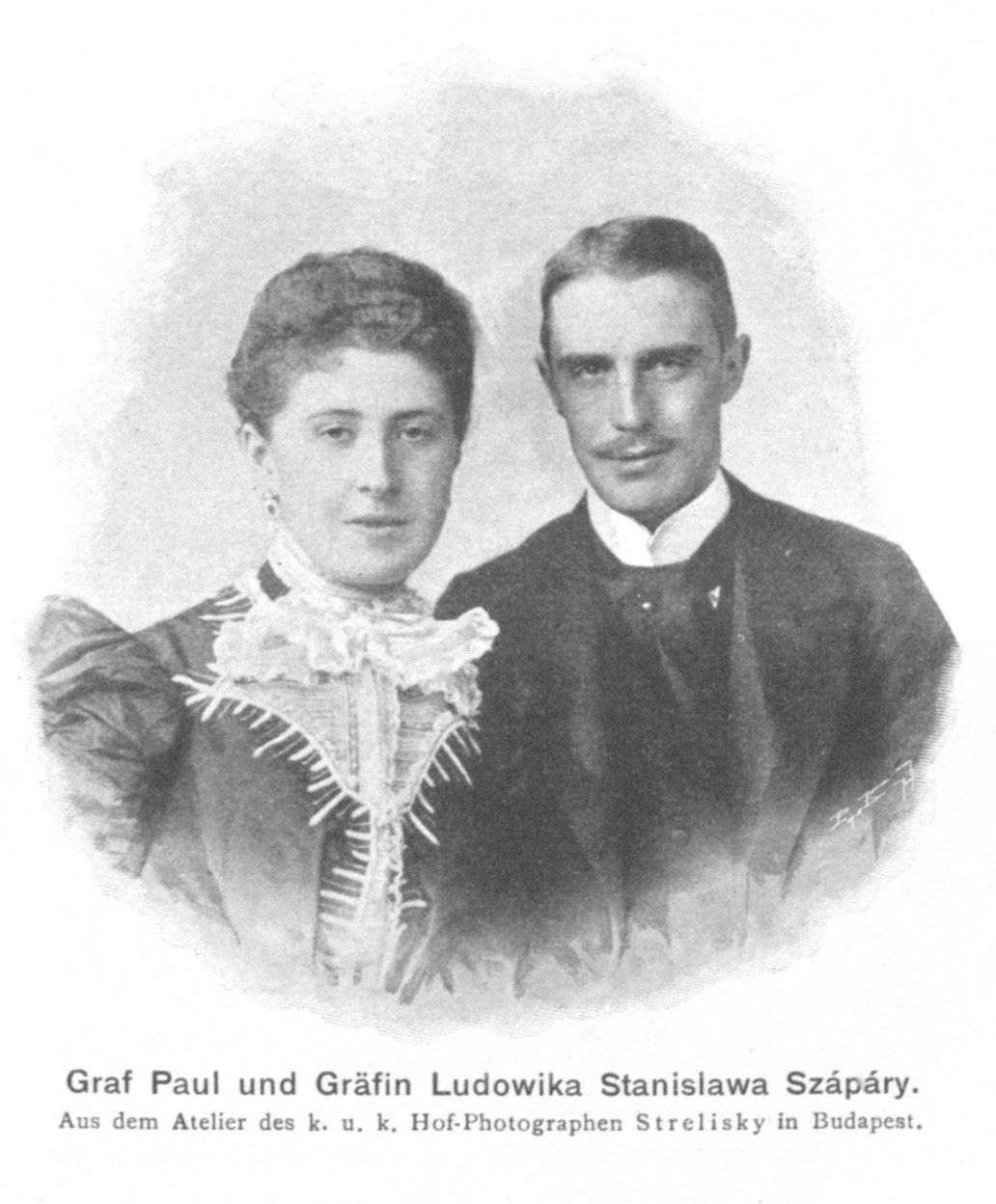
Szapáry Pál

A boldog időket beárnyékolták a politikai viszonyok, a román hatóságokkal összetűzésbe került, akik nemcsak a kiutazási engedélyt tagadták meg tőle, hanem kémkedéssel, a román állam elleni szervezkedéssel is megvádolták. Feleségével együtt vizsgálati fogságba került, ahonnan román jószágigazgatójuknak és ismerőseiknek köszönhetően egy hét után elengedték őket.
Az egyre nehezebb politikai viszonyok, valamint anyagi gondok miatt, 1927 tavaszán Kanadába utazott, hogy megnézze, érdemes-e kivándorolni. Állást vállalt a Cunard Line tengerhajózási társaság egyik kanadai irodájában (Winnipeg, Angol-Kanada).
A kint töltött három év alatt, csak egyszer, 1929 februárjában látogatott haza. Végül a kitelepülést nem találta jó megoldásnak, ezért úgy döntött maradnak Lovrinban.
Az 1930-as években a Lipthay családnak egyre kilátástalanabbá vált a helyzete Romániában. A közelgő második világháború miatt is, a gazdasági helyzet, a gyermekek iskoláztatása, a magyarországi rokonsággal való kapcsolattartás is egyre nehezebbé vált. Mindez a háború kitörése után még rosszabb lett. A kastélyukban román- és német tisztek voltak elszállásolva, Lipthay Bélát katonai szolgálatra hívták be. Rengeteg engedély megszerzése után sikerült elintézni a leszerelését, eladni a konzervgyárat és a családi kastélyt, elcserélni a lovrini birtokot. A birtokcsere sajógalgóczi Galgóczi Sándor magyar királyi (1920-tól román királyi) ezredessel történt, aki ősei révén bánáti gyökerekkel rendelkezett és birtokai voltak Dél-Magyarországon, Szarvason. Abban az időben a birtokcsere nagyon nehéz volt, végül a minisztérium nem engedélyezte, hogy Galgóczi feleségének, gróf Bolza Máriának a birtokhoz tartozó családi kastélyába költözzenek. Így csak birtokuk lett, lakhelyük nem, ezért megvásárolták egymillió aranypengőért, az eladó szécsényi kastélyt.

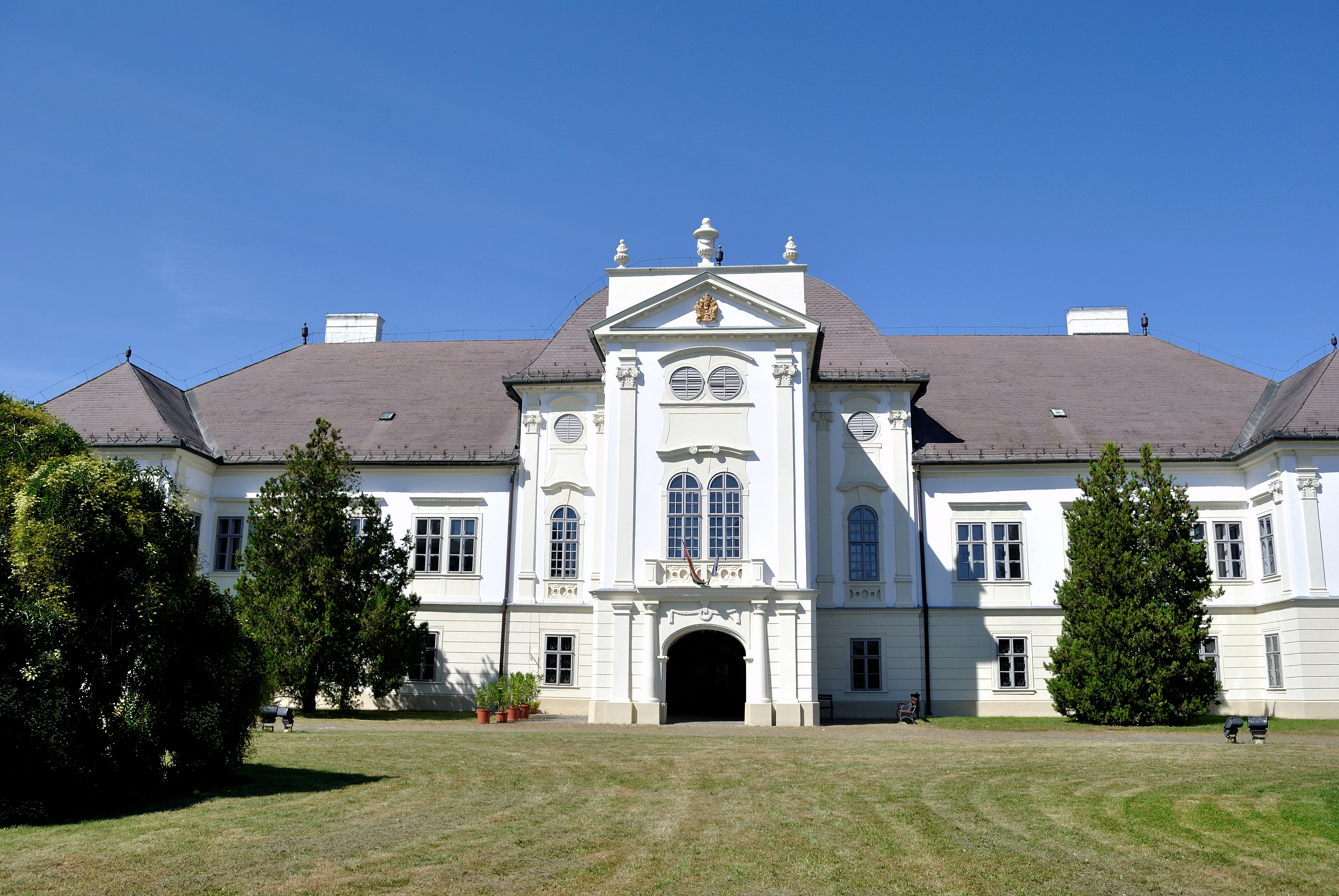
Forgách-kastély

Magyarországra 1944 húsvétja előtt érkeztek. A vagonokba rakott ingóságaik között ott volt, a már akkor 40 000 darabos lepkegyűjteménye is.
A szécsényi Forgách kastélyt vették meg, de alig költöztek be, a harcok hihetetlen gyorsasággal érték el jelenlegi lakhelyüket. A helyiek és a menekültek tömegesen kértek védelmet a kastélyuk pincéjébe a bombázások elől. Mindenkit, több mint 300 embert fogadtak be és élelmeztek. A visszavonuló német csapatok fel akarták robbantani a szécsényi malmot, teljes lisztkészletével, amit Lipthay Béla akadályozott meg intézkedéseivel.

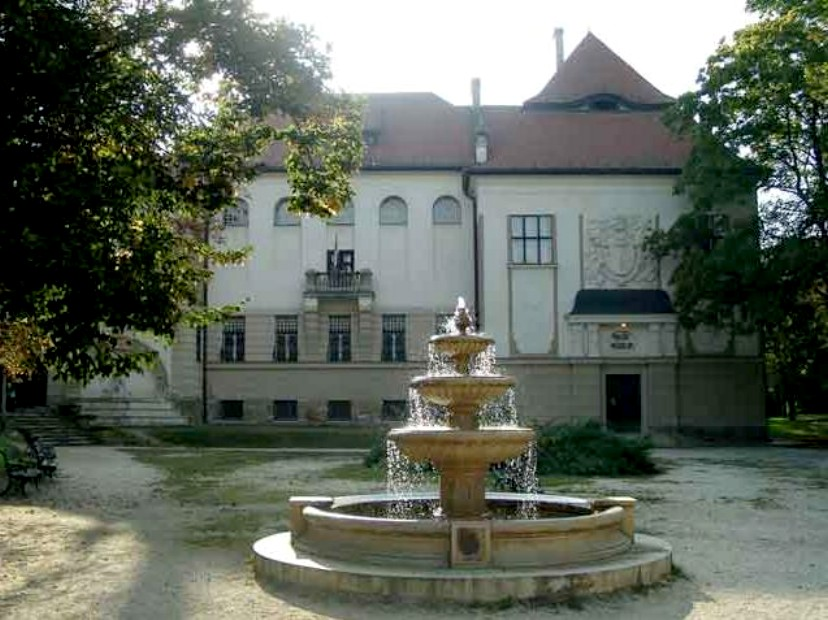
Palóc Múzeum

A megszálló szovjet csapatok elismerték a háború alatt tanúsított erőfeszítéseit, a többször elkobzott bútoraikat, könyveiket visszaszállították, a kivonulásuk után pedig még néhány tiszt egy ideig védelmezte is családjukat az esetleges visszaélésektől.
A háború befejeződése után, a szécsényi 80 holdas kis birtokán intenzív kertészeti gazdálkodásba fogott pár megmaradt lovával, de az államosítás után ez lehetetlenné vált. Ekkor a kastély pincéjében gombatermesztésbe kezdett.
A megélhetésük nagyon nehézzé vált. A kastély adójaként óriási összeget fizettettek velük, amit egy ideig a szarvasi kastély eladásából megmaradt pénzből, eladott értéktárgyakból, műtárgyakból, könyvekből fedeztek. Később már a külföldi rokonok által küldött csomagokból tartották fent magukat.
1949-ben Lipthay Béla részmunkaidős állást kapott, havi 200.-Ft-os fizetésért, a balassagyarmati Palóc Múzeumban.
Rövid idő múlva, már főállású, Nógrád megye első természettudománnyal foglalkozó muzeológusa lett, mely állás fizetése, ha szűkösen is, de biztosítani tudta a család fennmaradását.
Életük továbbra sem volt könnyű, többször rákerültek a kitelepítendők listájára, de a helyi hatóságok és a lakosság szimpátiája miatt, soha nem merték végrehajtani.
A Rákosi-korszakban is tovább fokozódtak a nehézségek. A legkisebb gyermekét, Bálintot nem vették fel a gimnáziumba, csak levelező úton tudott végül diplomát szerezni.
Mivel ebben az időben arisztokratának lenni főbenjáró bűnnek számított, volt részük rendőri fenyegetésben, házkutatásban, felfüggesztett börtönbüntetésben, amit korábbi vadászataiból megmaradt néhány töltényéért kapott.
1965. március 25-én a Lipthay házaspár Hollandiába indult rokonlátogatásra. Nemcsak rokonokkal, barátokkal, ismerősökkel találkoztak, de a 3 hónapos út során ellátogattak a legszebb városokba, múzeumokba, Hollandián kívül Belgiumban is.
Brüsszelben, a Természettudományi Múzeumban (Muséum des sciences naturelles), Dr. André Capart múzeum igazgató, oceanográfus, zoológus fogadta őket, aki ismerte Lipthay Béla rovartani munkásságát. Állást ajánlott fel neki a múzeumban, 3.000 belga frankos fizetéssel, ami ebben az időben 30.000.-Ft-nak felelt meg (a hazai fizetése 2.200.-Ft volt), de Lipthay az ajánlatot visszautasította, mert Magyarországot nem akarta elhagyni.

### Utolsó évei
Lipthay Béla nyugdíjas éveiben is dolgozott a gyarmati múzeumban, de hetven év fölött a sok különféle munka, (őslénytan, kiállítások, látogatók), már fárasztották, egészsége is megromlott.
1972-ben, a szécsényi kastély felújításának a megkezdésekor egy műemléki bizottság kiköltöztette őket, a Kossuth utcába, egy többlakásos ház egyik kétszobás lakásába, pedig korábban lakhatási engedélyt kaptak.
Nem sokkal ezután kórházba került, innen már az új lakásukba tért vissza. Egy évet sem tölthetett azonban itt, mert 1973. november 7-én rosszul lett, kórházba szállították, ahonnan pár hónap múlva hazatért (1974. március 8-án), de már nem lett jobban, pár nappal később, március 16-án elhunyt.

## Rovargyűjtései
Már 12 éves korában alapító tagja volt az Országos Erdészeti Egyesületnek, 320 korona alapítványi tőkével. Első gyűjtései cincérek voltak.
13 évesen, (1905-ben) múzeumi gyűjteményi igényeknek is megfelelő színvonalú cincéreket gyűjtött és preparált. 1908 és 1910 közötti időszakban már nemcsak Budapesten, hanem Isaszegen is gyűjtötte ezeket a rovarokat.
20 évesen, 1912. január 19. és 20. között részt vett és felszólalt Budapesten a Magyar Szőlősgazdák Országos Egyesülete Szőlőmoly kongresszusán, ahol a sikertelen, szőlőmolyok elleni osztrák és francia kutatásokról számolt be.

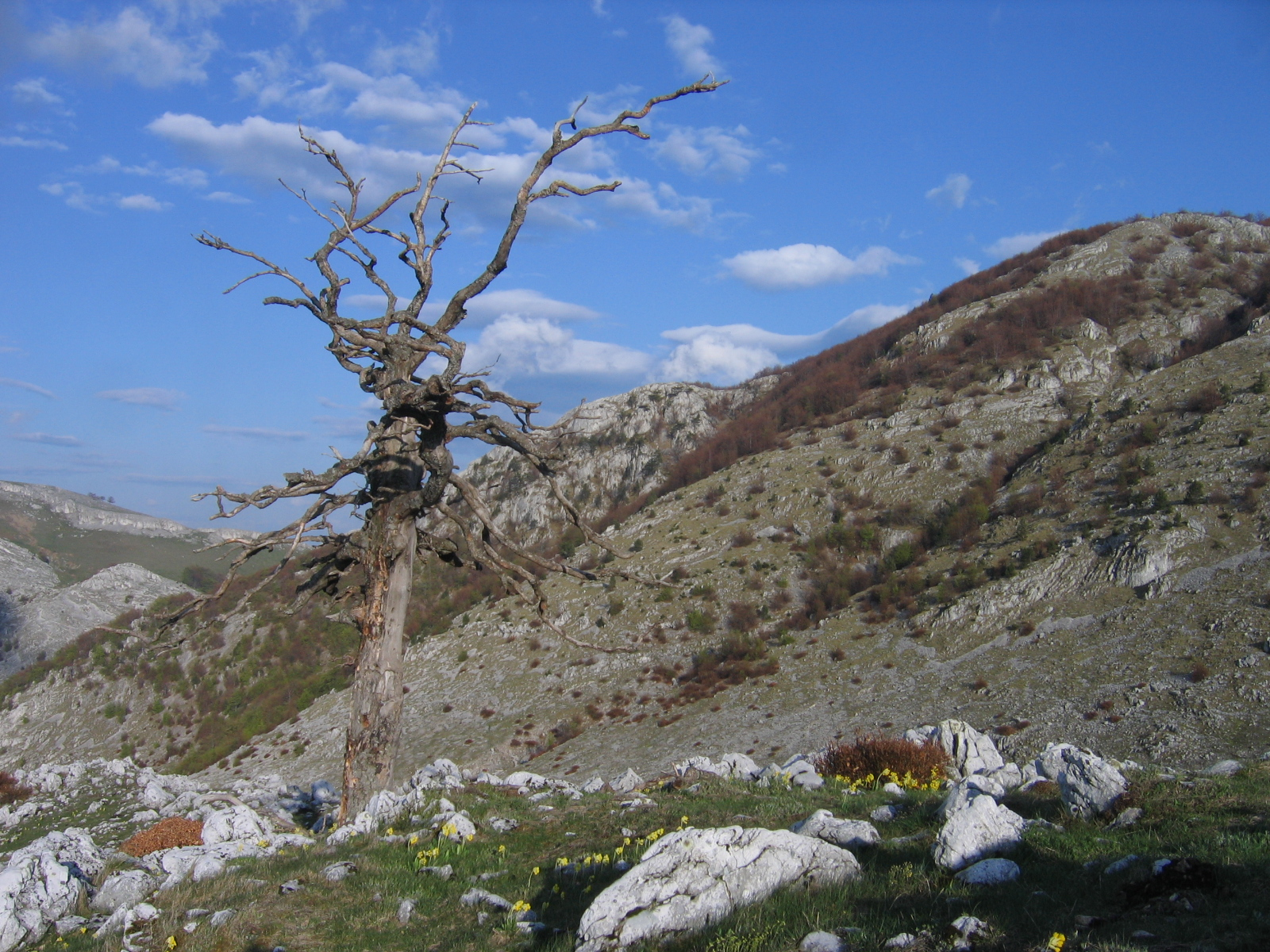
Domogled

Kezdetben öccsével, Antallal gyűjtött lepkéket és egyéb rovarokat.
Elsősorban lepkész volt, felesége elmondása szerint, csak Magyarországi fajokkal foglalkozott.
Gyűjtéseit először szülőföldjén, Bánáton, majd 1944 után Nógrád megyében (Szécsény, Nógrádszakál, Ipolytarnóc, Balassagyarmat, Rimóc, Ludányhalászi stb.) végzi.
Antal fivérével a Lovrini kastélyuk udvarán, egy harminc méter magas fémvázás tornyot építettek, tetején kis terasszal, esténként a gázlámpa fényénél várták és gyűjtötték a lepkéket. A kastély egy nagy szobáját pedig rovartani laboratóriumnak rendezték be, ahol a hernyóként gyűjtött fajokat nevelték.
Herkulesfürdőn a magyar lepkészet egyik központjában, gyakran tartózkodott. A Kovács-villában lakott, melynek toronyszobájában egész éjszaka nyitva voltak az ablakok és a villanylámpa fényre becsalt lepkéket várta, melyek közül számos fajt a Kárpát-medencéből, elsőként ő mutatott ki.
Nappal a környező hegyeket, a Domogledet mászta, ahonnan a Déli-Kárpátok endemikus nappali lepkéit gyűjtötte.
Főleg nagylepkéket, kisebb mértékben molylepkéket gyűjtött, élete végén ezek száma a 60 000 darabot is elérte.
Nemcsak lepkéket, de hártyásszárnyúakat, kétszárnyúakat és cincérféléket is gyűjtött, melyeknek számos példánya megtalálható a Magyarországi és a külföldi múzeumokban. Külföldön a londoni British Museum-ban (Natural History Museum), és a marosvásárhelyi Székely Nemzeti Múzeumban.

### Fontosabb lepke gyűjtései

#### Csüngőlepkefélék
- Acélszínű csüngőlepke, 1921, (Herkulesfürdő).

#### Fehérlepkék
- Pieris (Artogeia) balcana Lorkoviċ, (Artogeia balcana). A Pieris napihoz igen hasonlító faj, attól csak karyológiai elemzéssel különböztethető meg. 1968.
- Pieris (Artogeia) erganeergane (Damogled).

#### Boglárkalepke-félék
- Lycaena (Heodes) virgaureae balcanicola, 1928 (Herkulesfürdő).
- Hegyi törpeboglárka

#### Tarkalepkefélék
- Kerekfoltú szerecsenlepke, 1931, (Herkulesfürdő). (Magyar Természettudományi Múzeum, Budapest, Lipthay gyűjtemény).
- Csőröslepke, (Herkulesfürdő).
- Recés tarkalepke, (Herkulesfürdő).
- Barna tarkalepke, (Herkulesfürdő).
- Málna-gyöngyházlepke, (Herkulesfürdő).

#### Szemeslepkék
- Orosz szénanimfa, (Herkulesfürdő).
- Kirinia roxelana, (Herkulesfürdő).

#### Araszolók
Psodosquadrifaria, 1920, (Retyezát)

#### Szenderfélék
Fagyalszender, 1932, (Lovrin) (Székely Múzeum, Sepsiszentgyörgy).

#### Bagolylepkefélék
Nagy szikibagolylepke, 1931, (Borosjenő mellett).

#### Szitkárfélék
- Középhegységi szitkár, 1961.
- Albán szitkár, (Romhány).
- Üvegszárnyú ribiszkelepke, (Kőkapu).

#### Sodrómolyfélék
Szilvamoly, 1962 (Szécsény).

#### Ruhamolyfélék
Nemapogon gravosaella, 1957, (Szécsény).

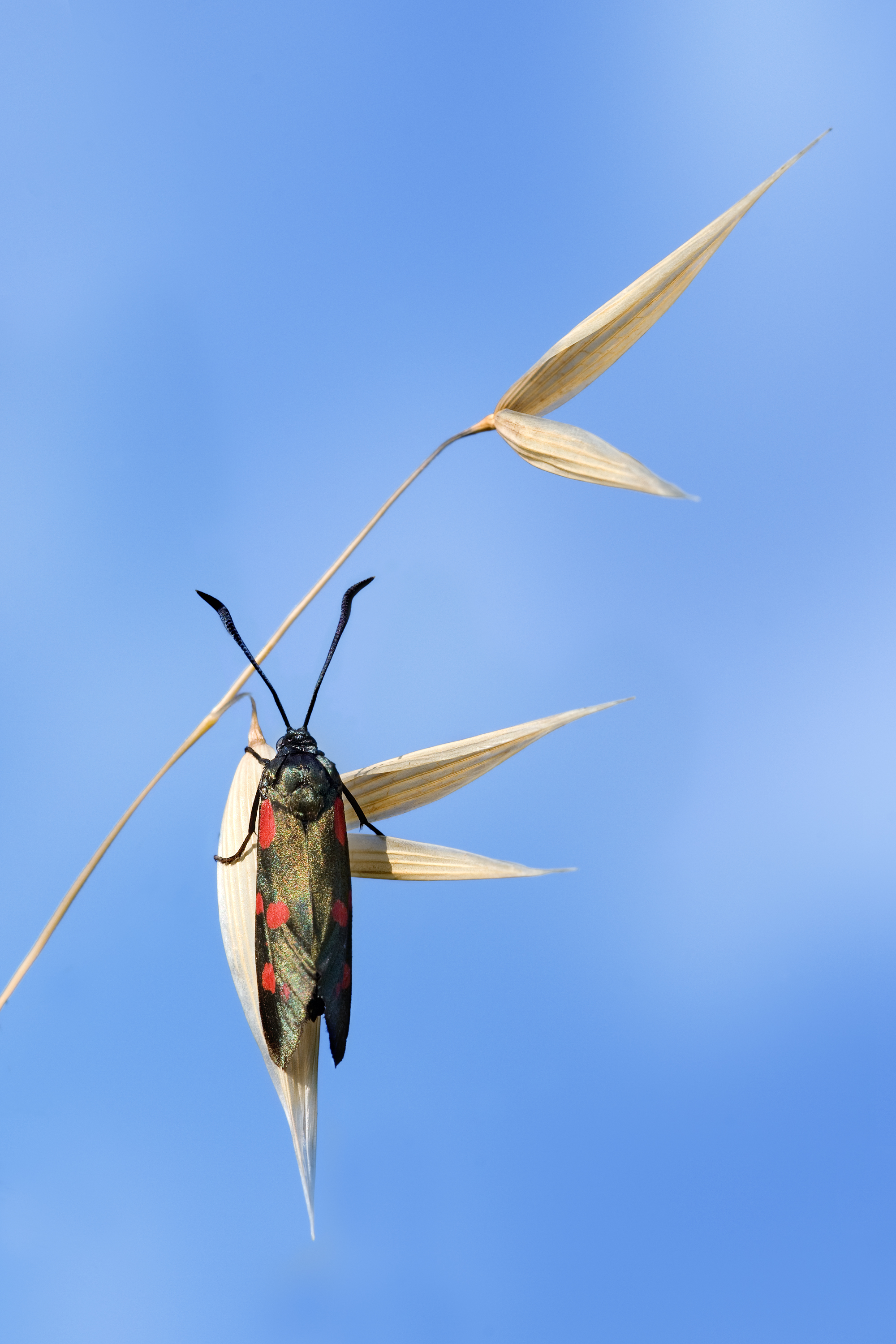
Acélszínű csüngőlepke
Málna-gyöngyházlepke
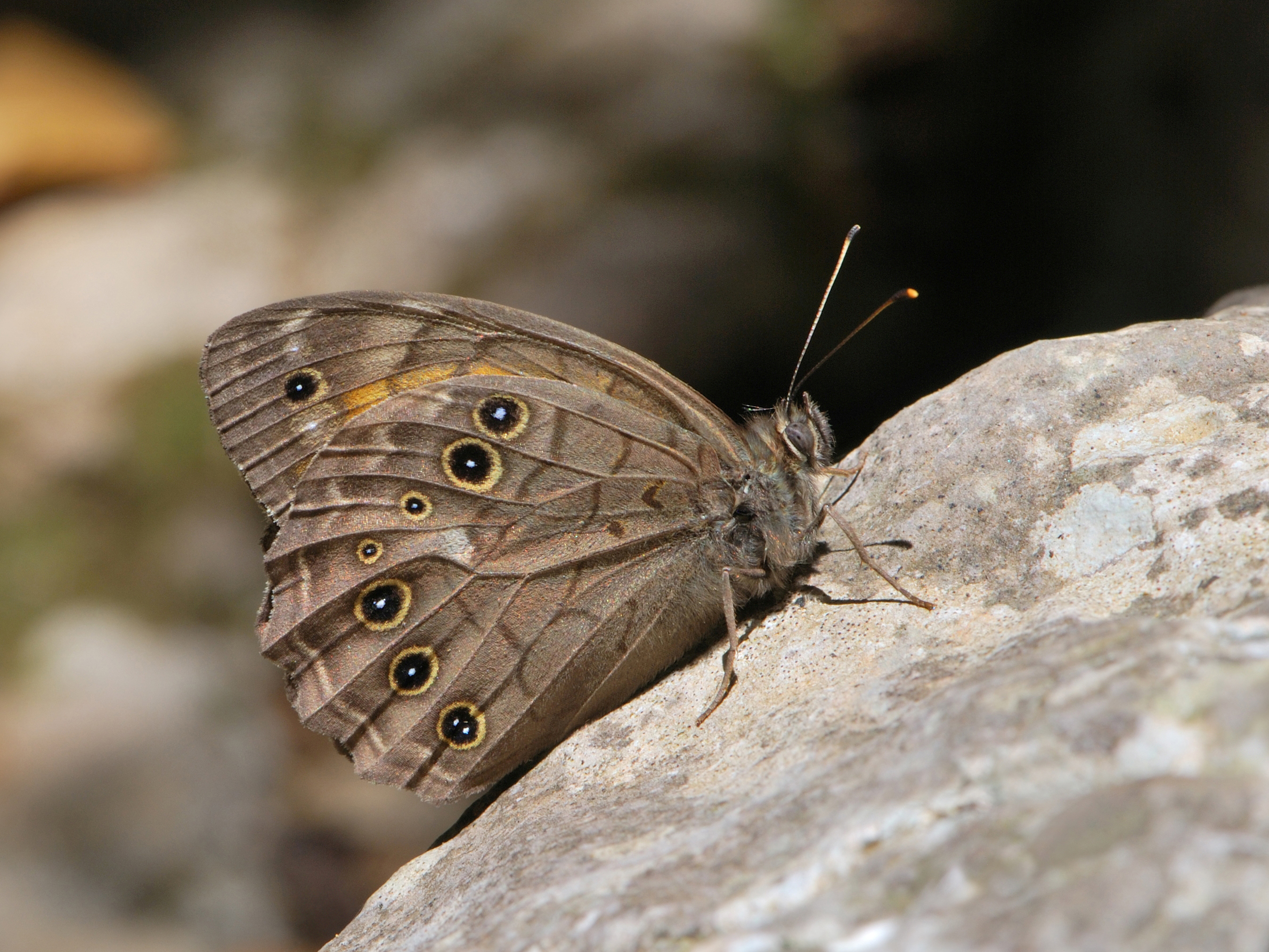
Kirinia roxelana
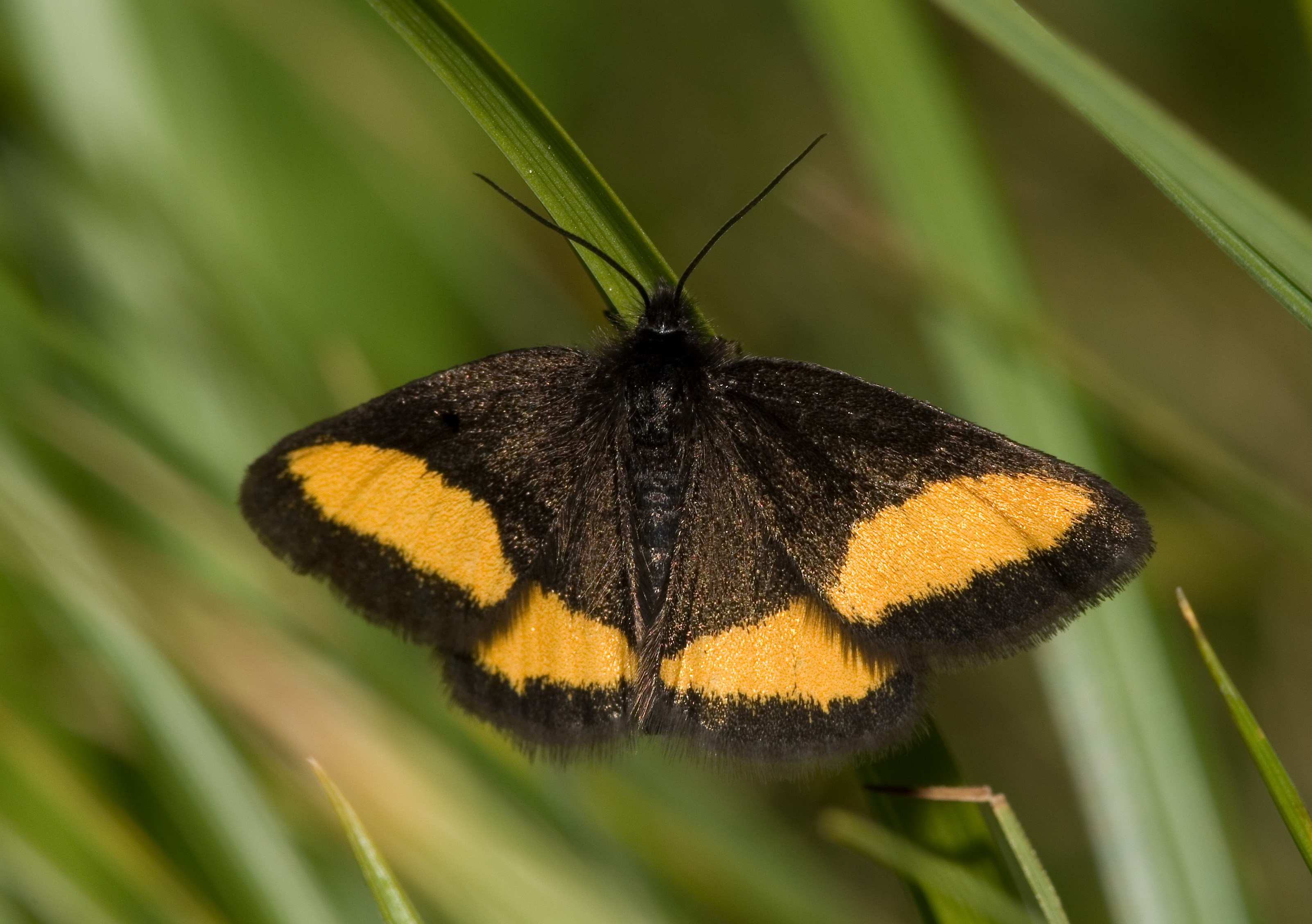
Psodos quadrifaria

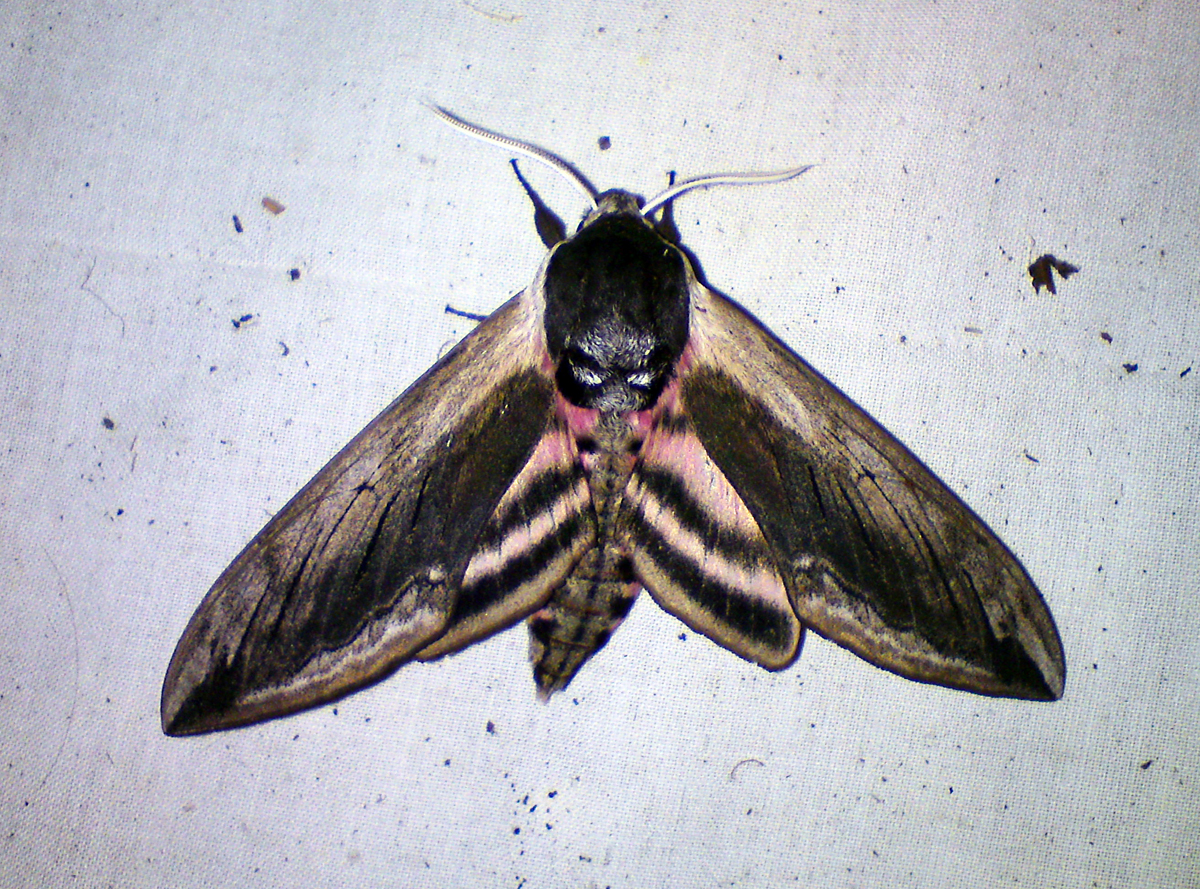
Fagyalszender
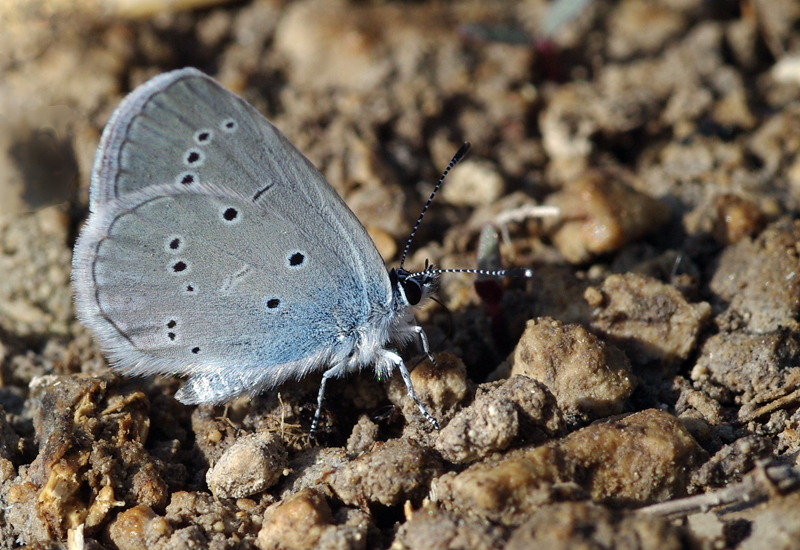
Hegyi törpeboglárka
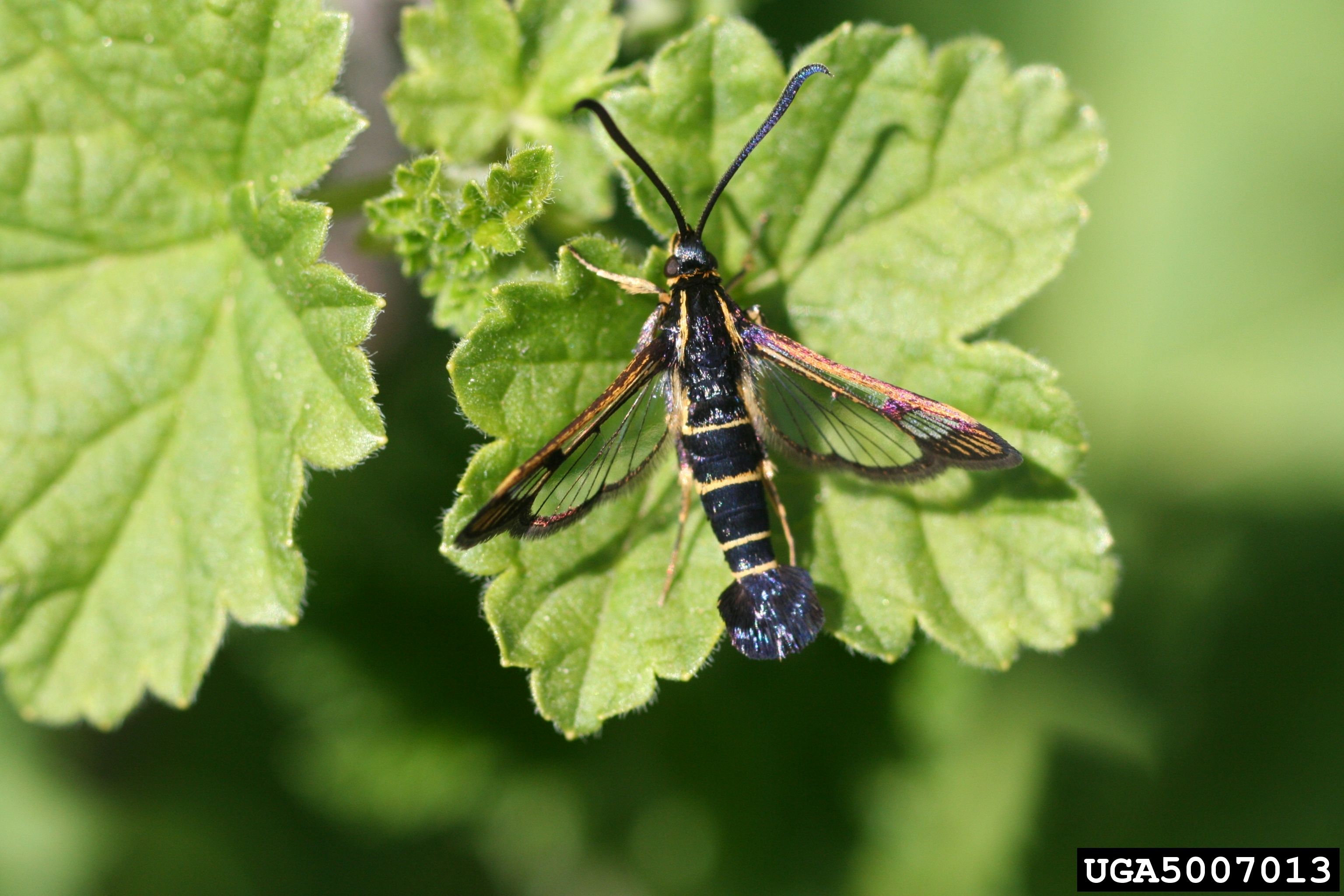
Ribiszkeszitkár
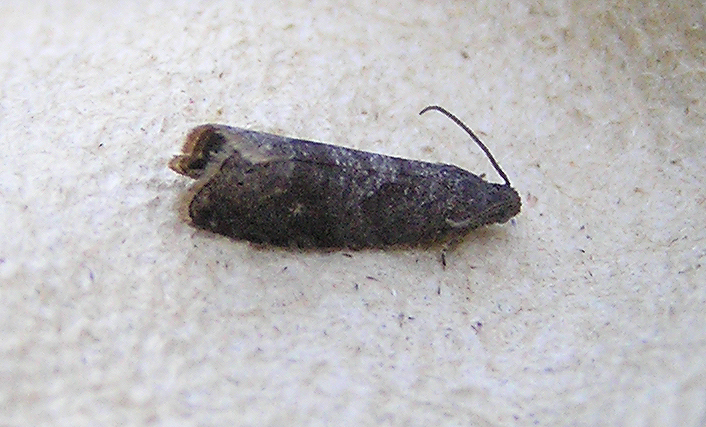
Szilvamoly

### Nevezetesebb, egyéb gyűjtései

#### Cincérek
- Tölgy-gyökércincér, 1950. június 2., Hűvösvölgy.
- Sárgagyűrűs bogáncscincér, 1926. június 12., Budapest.
- Aphelonocnemia nebulosa, 1926. július, Budapest.
- Barna gyalogcincér, 1905. május, 1908. május, 1910. május 17., Budapest.
- Nyolcsávos gyalogcincér, 1909. május 16., Isaszeg.
- Lucernacincér, 1926. június, Budapest.
- Gyászcincér, 1905. május, Leányfalu.
- Árgusszemű cincér, 1950. június 2., Hűvösvölgy.
- Kétsávos földicincér, 1926. június, Budapest.
- Bíborcincér, 1926. július, Budapest.

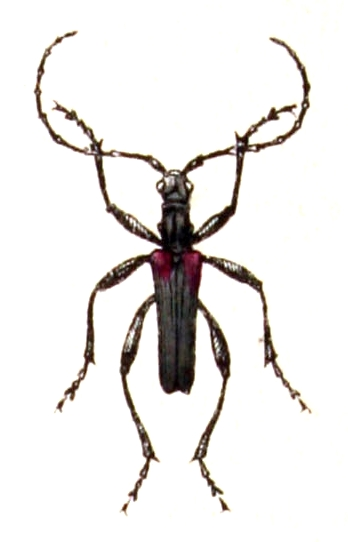
Tölgy-gyökércincér
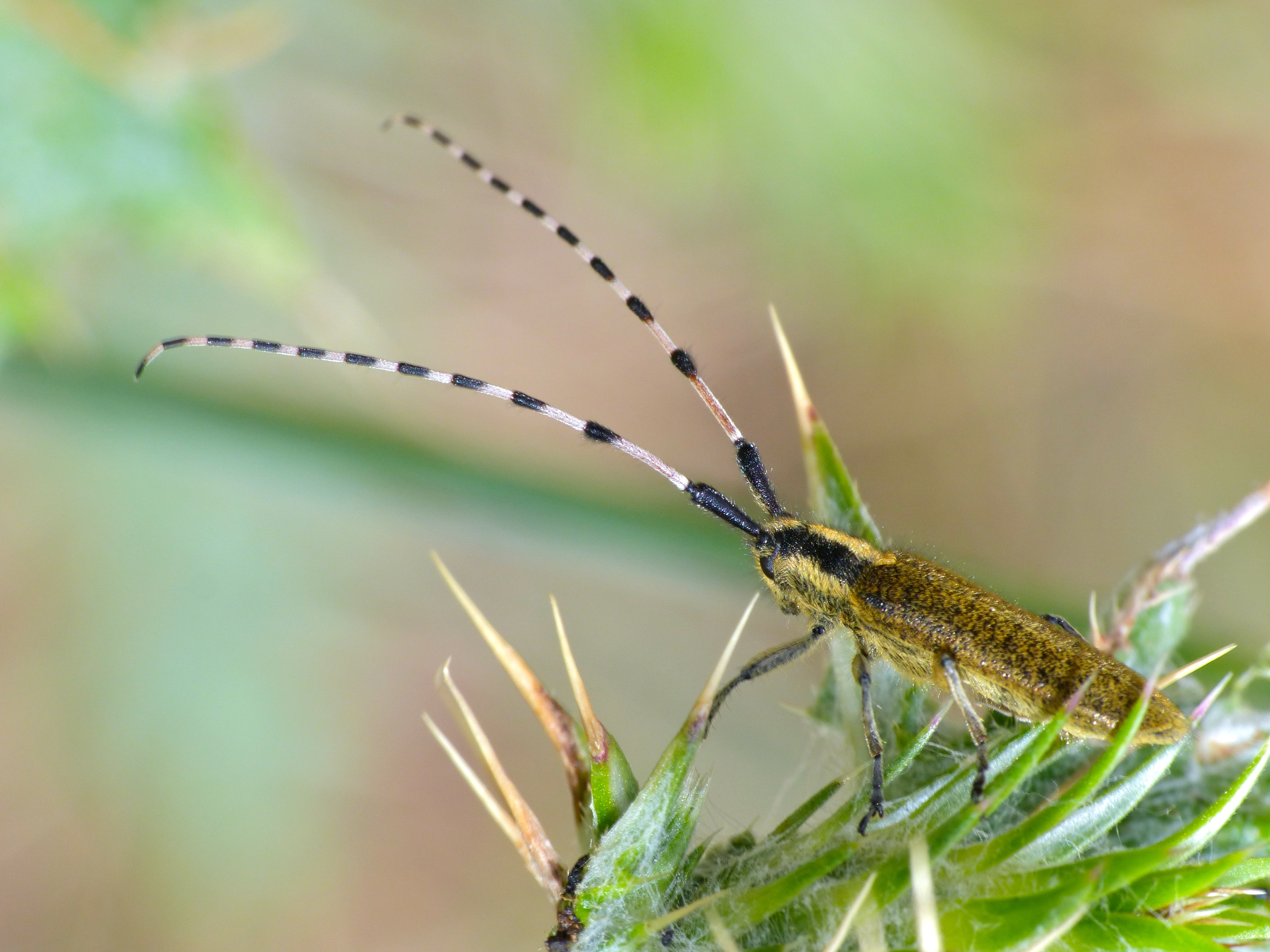
Sárgagyűrűs bogáncscincér
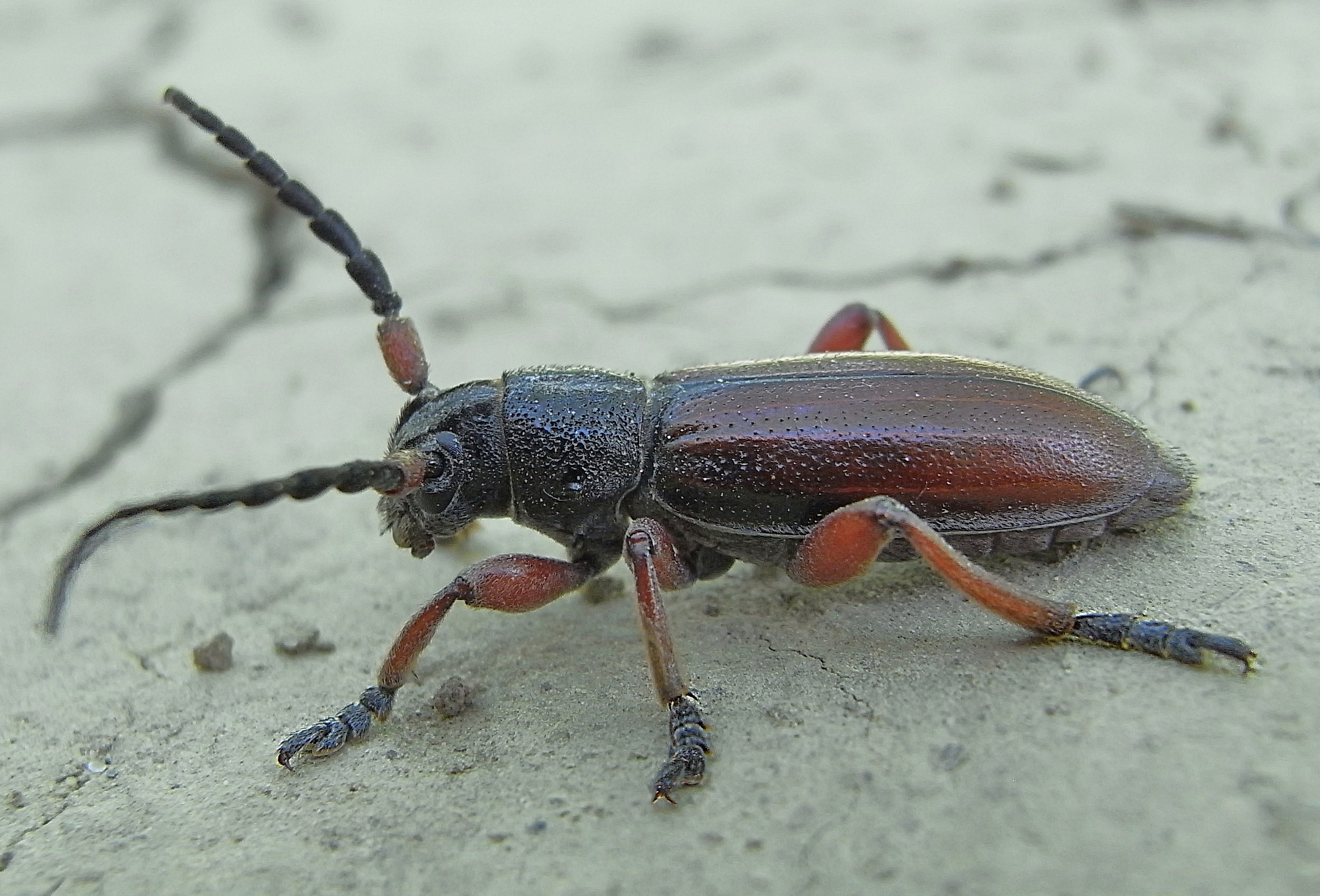
Barna gyalogcincér
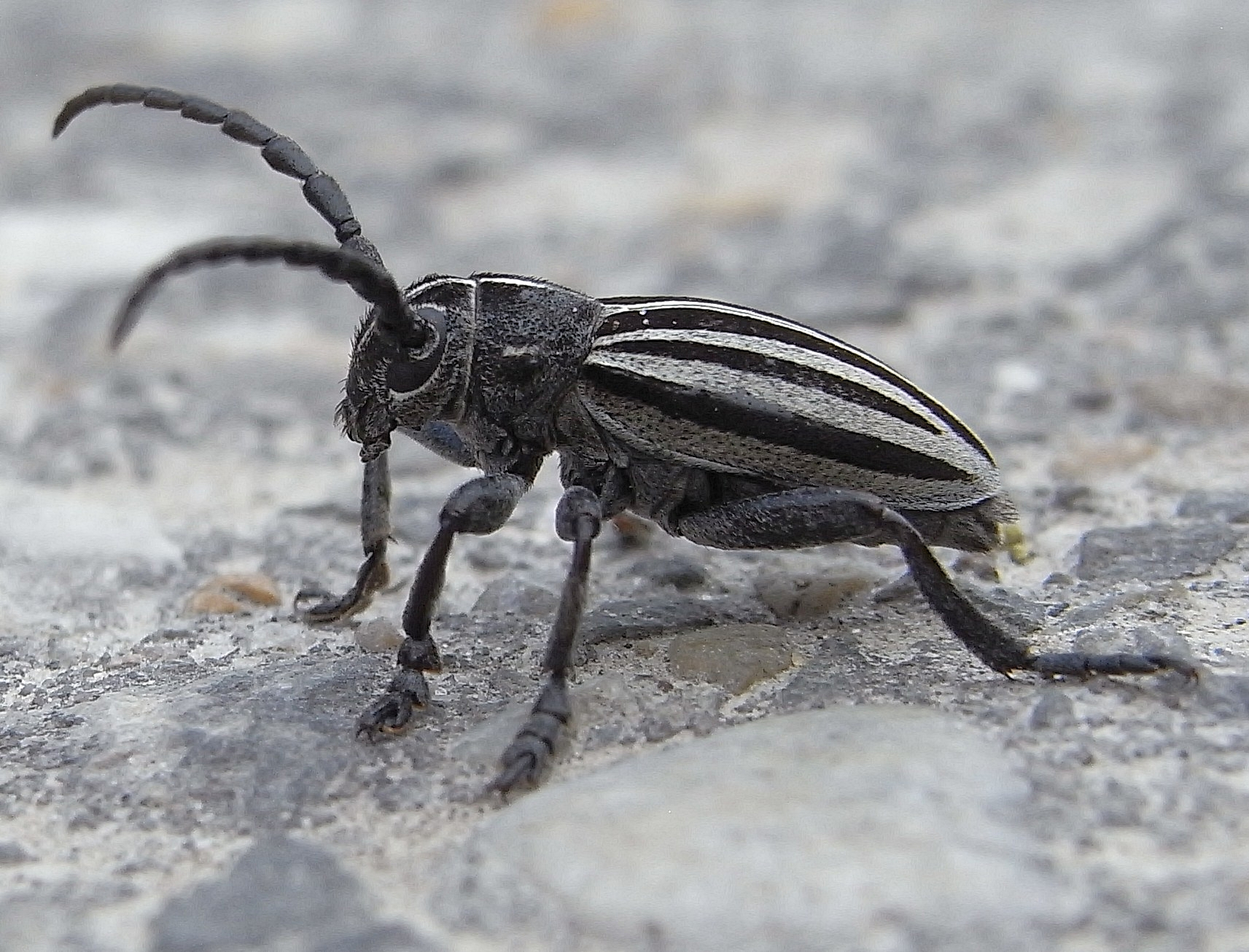
Nyolcsávos gyalogcincér

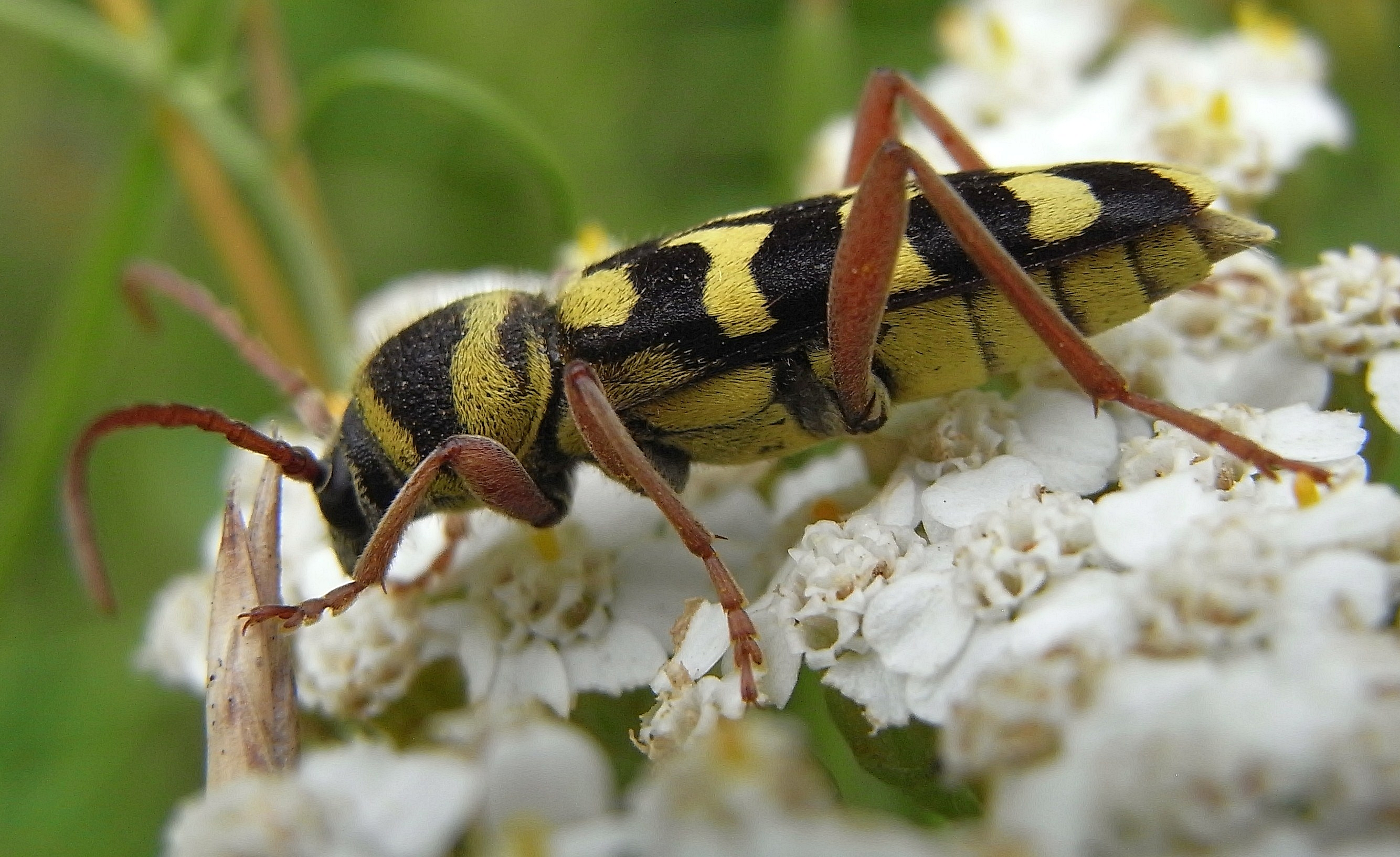
Echinocerus floralis - Plagionotus Floralis
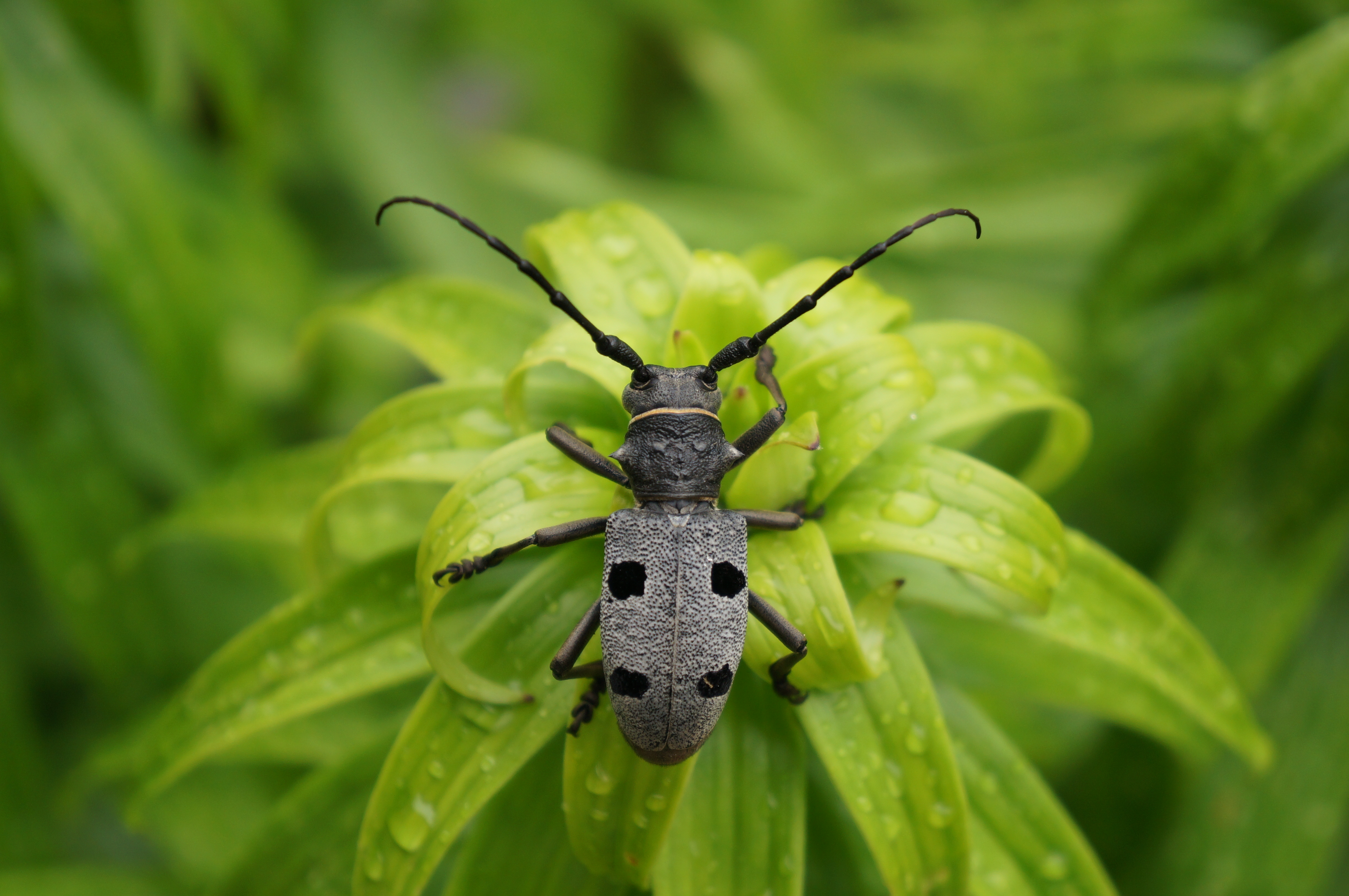
Gyászcincér
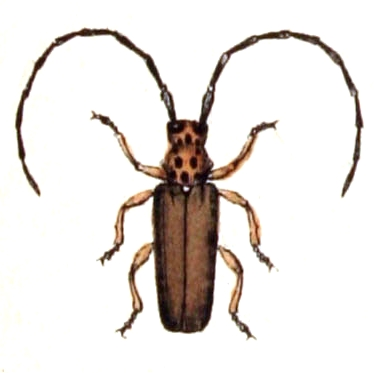
Árgusszemű cincér
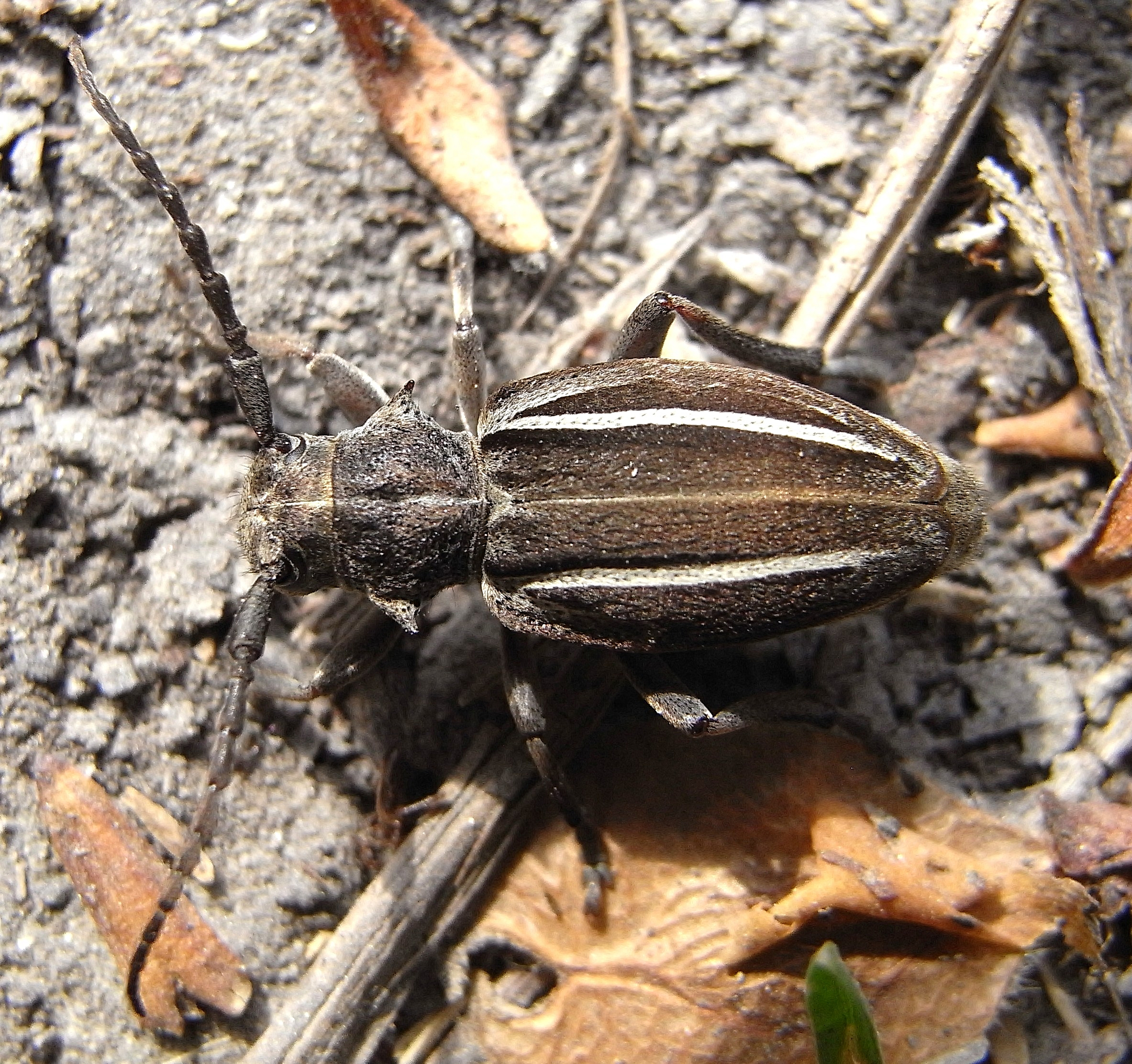
Kétsávos földicincér
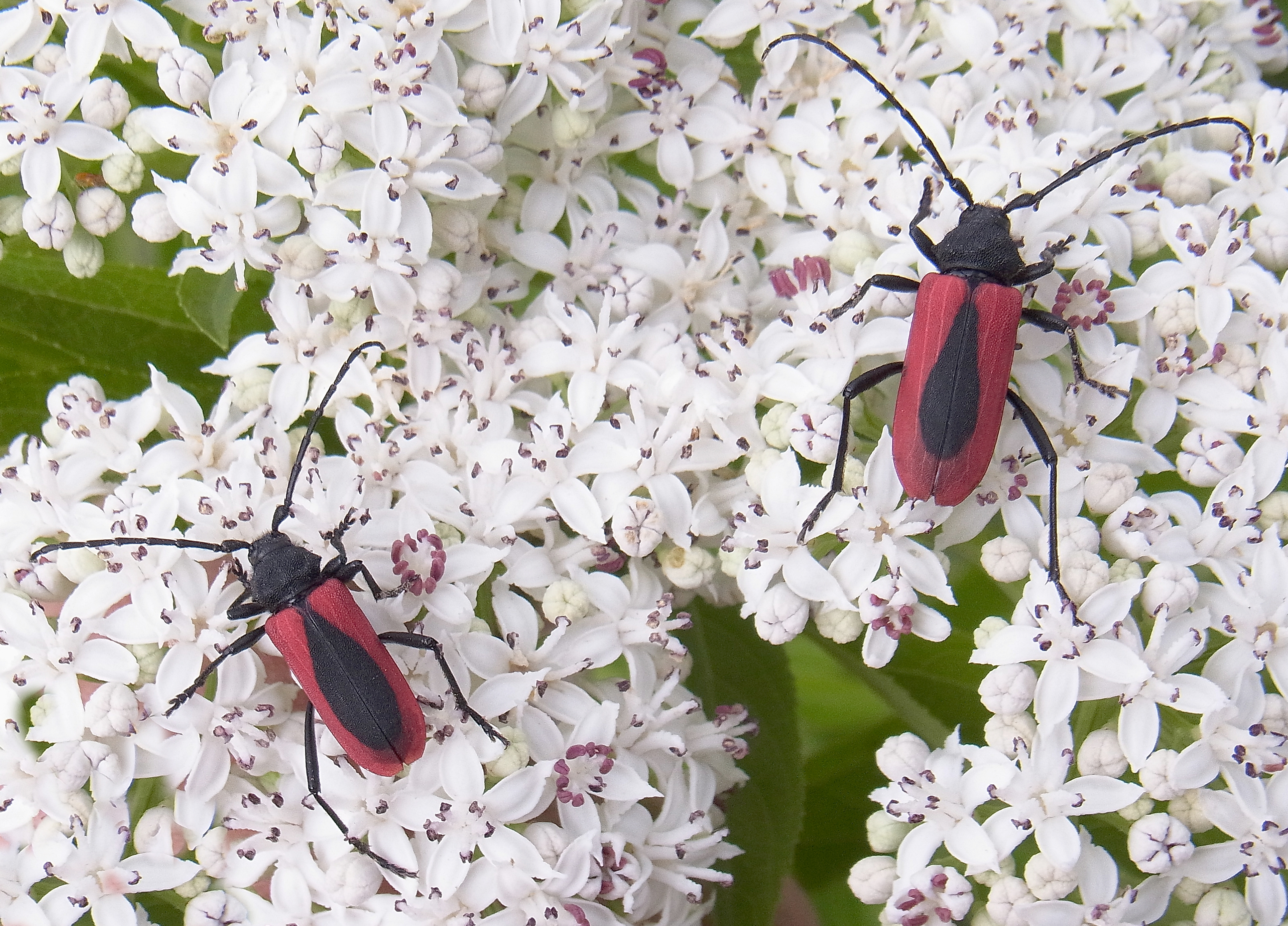
Bíborcincér

#### Kétszárnyúak
3.000 egyedet gyűjtött a Természettudományi Múzeumban pusztító tűzvész okozta károk pótlására.

#### Pöszörlégyfélék
- Conophorus virescens. Magyargéc (1957. augusztus 14.), Rárós: öregerdő (1957. június 4.), Szécsény: Kőkapu (1957. május 30.).
- Bombylius ater. Nógrádszakál (1958. június 3. – június 6., 1961. június 13. - június 14., Nógrádszakál: Beszterce-völgy (1957. június 7., В., 1959. június 7.), Rárós (1957. június 4., június 19., L, 1957. június 19., Szécsény: Kőkapu (1957. május 30., 1961. május 4.).
- Bombylius canescens. Nógrádszakál: Beszterce-völgy (1957. június 7. L.), Nógrádszakál: Déligerinc (1957. június 7.), Nógrádszakál: Rárós (1961. június 13.), Rárós (1957. június 19.), Szécsény: Kőkapu (1957. május 30.).
- Bombylius discolor Nógrádszakál (1954. május 8., 1961. június 13.), Nógrádszakál: Rárós (1958. április 26.), Szécsény: Kőkapu (1961. május 3.).
- Bombylius fulvescens. Szécsény: Krivácsi-patak (1957. július 19.).
- Bombylius major. Szécsény (1961. május 3.).
- Bombylius venosus. Nógrádszakál (1954. május 1.).
- Systoechus gradatus. Nógrádszakál: Rárós (1958. június 16.).
- Systoechus sulphureus. Ipolytarnóc: Botos-árok (1957. augusztus 30.), Magyargéc (1957. augusztus 24.), Szécsény (1957. július 26.).

- Lomatia belzebul. Rárós (1957. június 19.).
- Lomatia sabaea. Nógrádszakál (1961. július 13.), Nógrádszakál: Déli-gerinc (1957. június 15.) Szécsény: Kőkapu (1957. június 27., 1961. június 19., 1969. június 19.).
- Anthrax anthrax. Szécsény: Kőkapu (1958. május 27., 1959. augusztus 18.).
- Exoprosopa jacchus. Nógrádszakál: Beszterce-völgy (1959. augusztus 19.), Szécsény: Kőkapu (1959. július 24., 1960. július 28., 1961. június 19.).
- Hemipenthes morio. Hont: Kőmáj-völgy (1957. július 5.), Litke: Öregerdő (1957. május 31., L. Nógrádszakál: Déligerinc (1957. június 7., június 15.), Rárós (1957. június 4., 1957. június 19.).
- Villa cingulata. Szécsény: Kőkapu (1957. június 27.).
- Villa circiimdata. Szécsény: Kőkapu (1959. július 24.).
- Villa halteralis Benczúrfalva (1957. augusztus 14., L. Szécsény: (1959. július 14., Börzsöny: Magyarkút (1957. augusztus 14.).
- Villa paniscus. Nógrádszakál (1957. szeptember 3.).

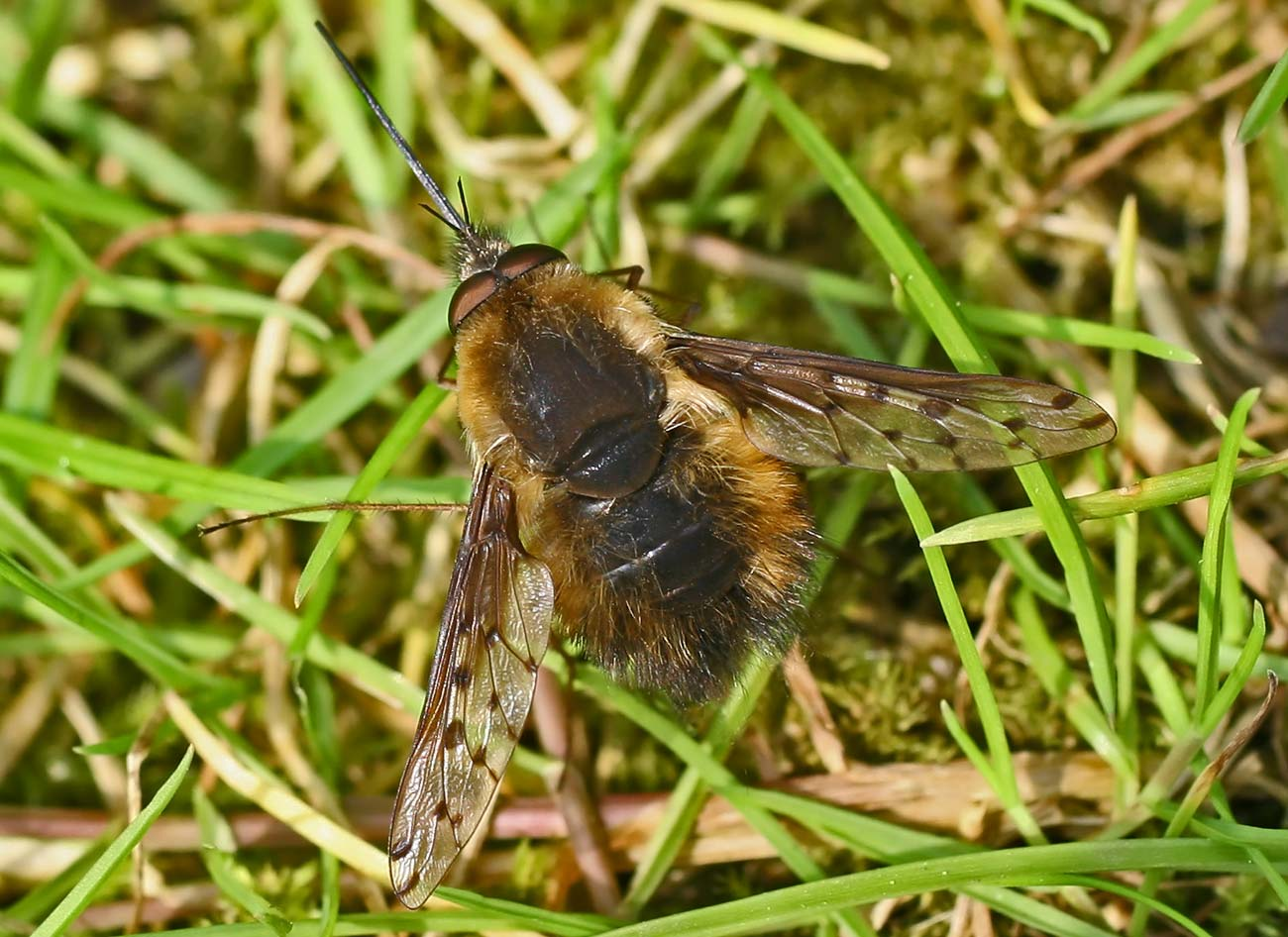
Bombylius discolor
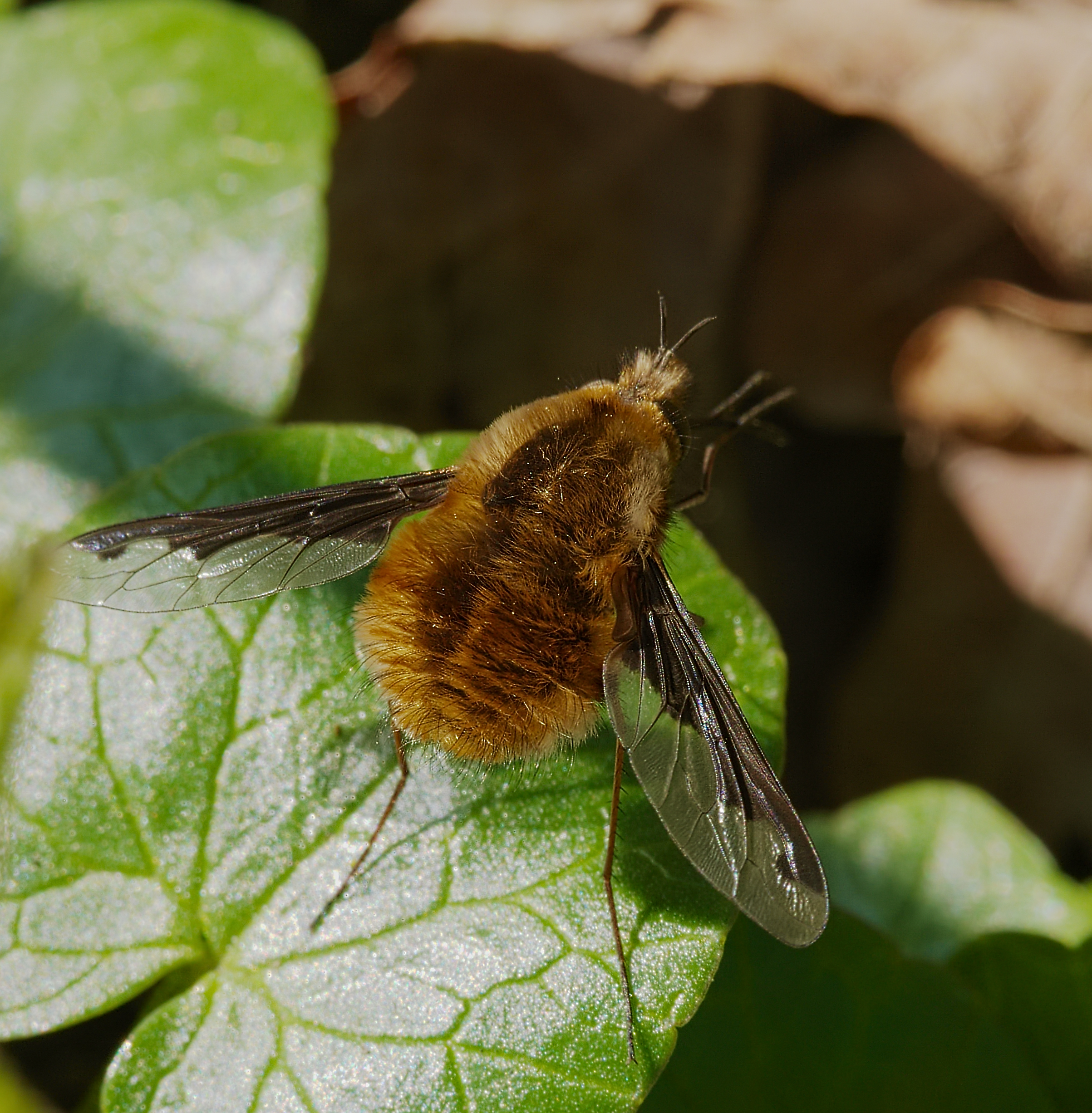
Bombylius major
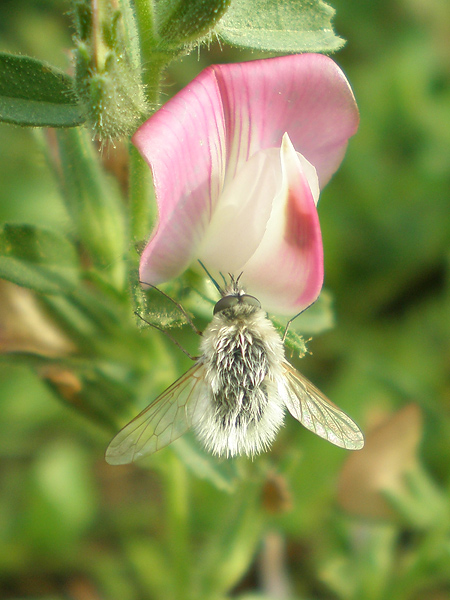
Systoechus gradatus
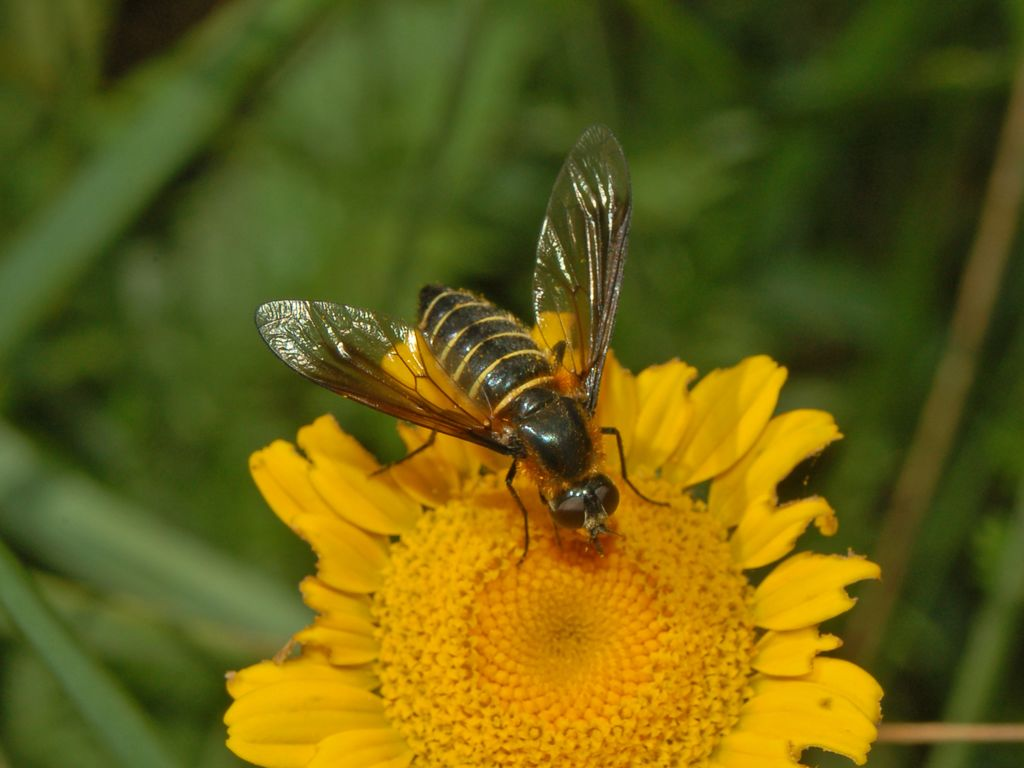
Lomatia belzebul

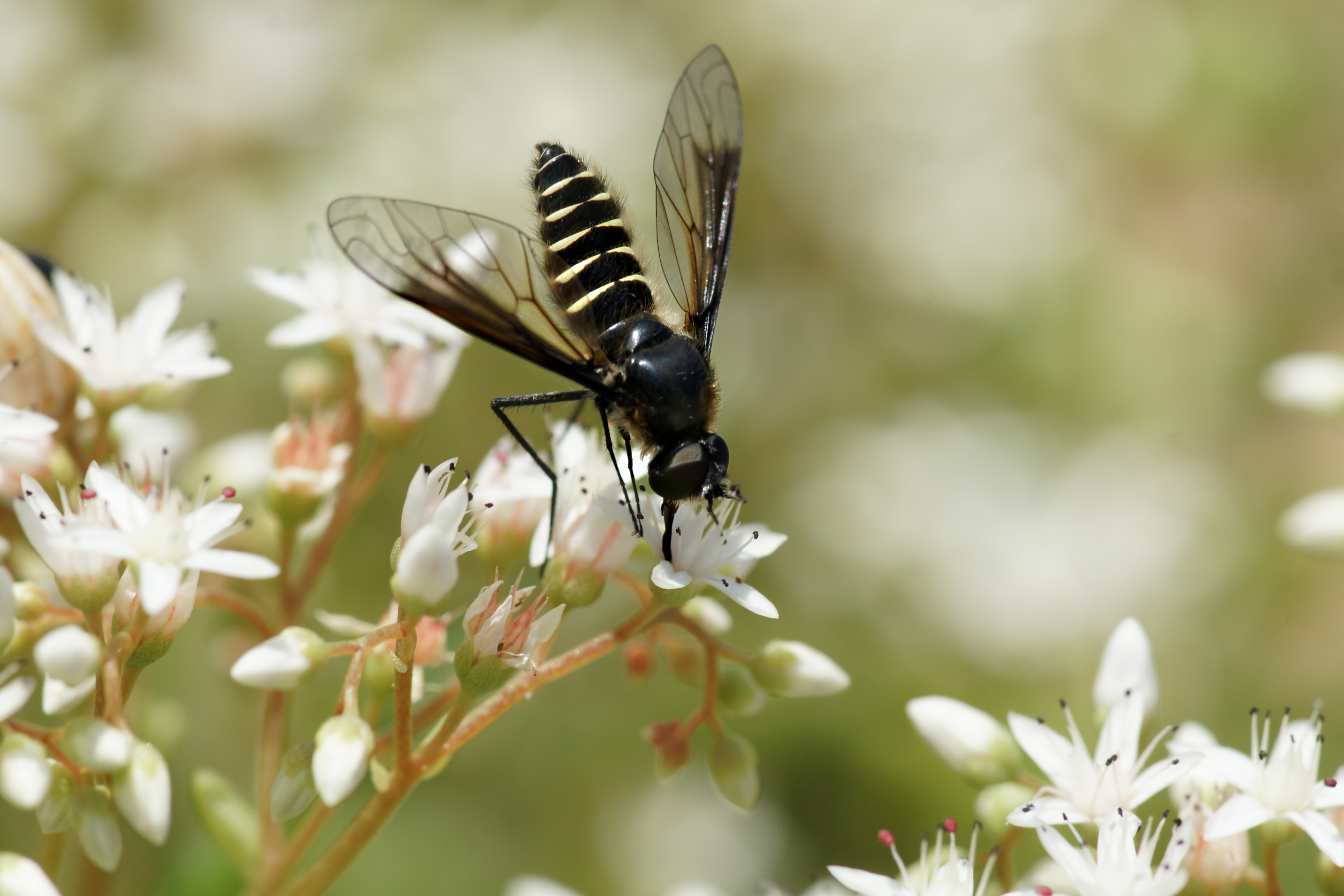
Lomatia sabaea
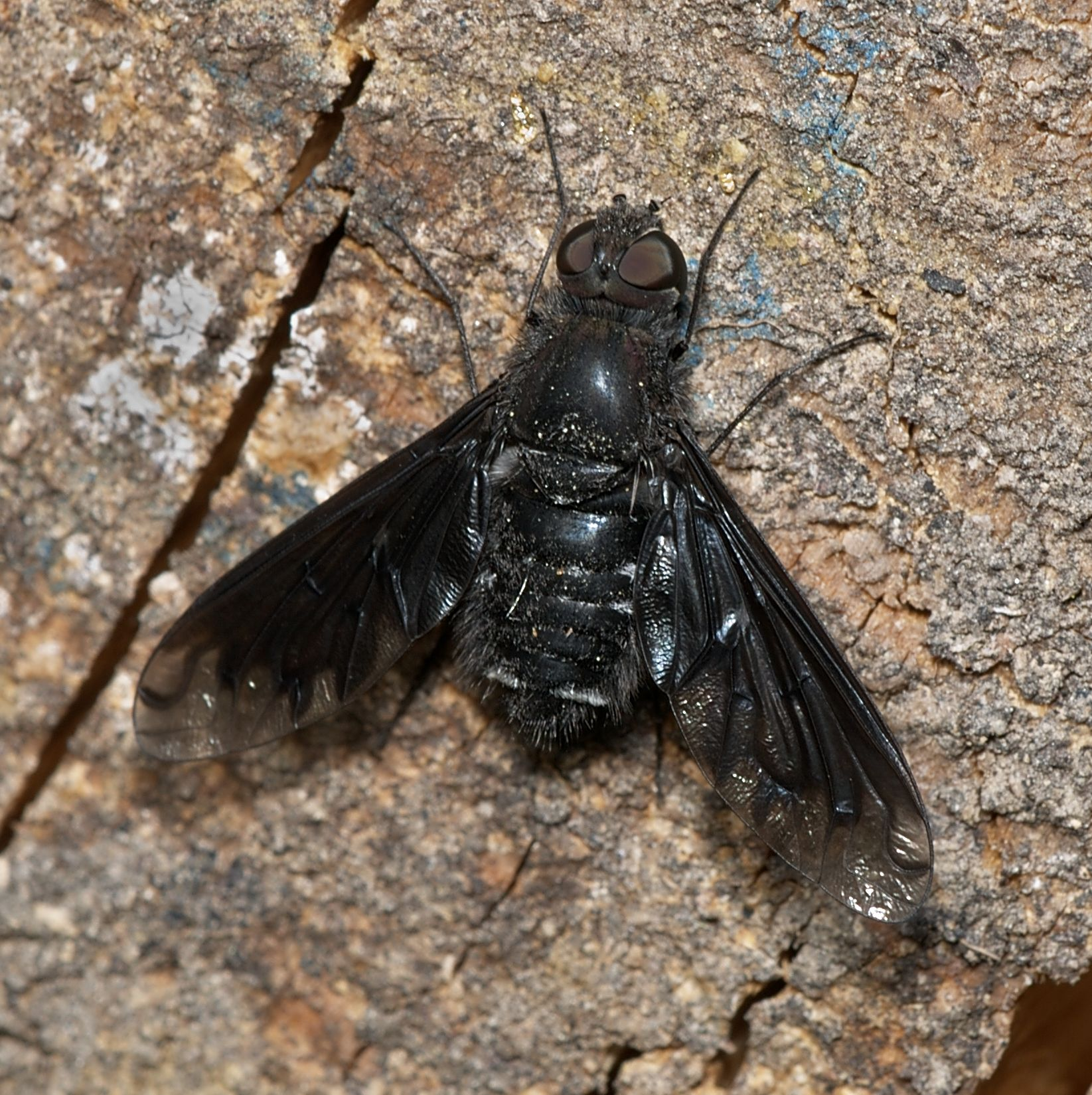
Anthrax anthrax
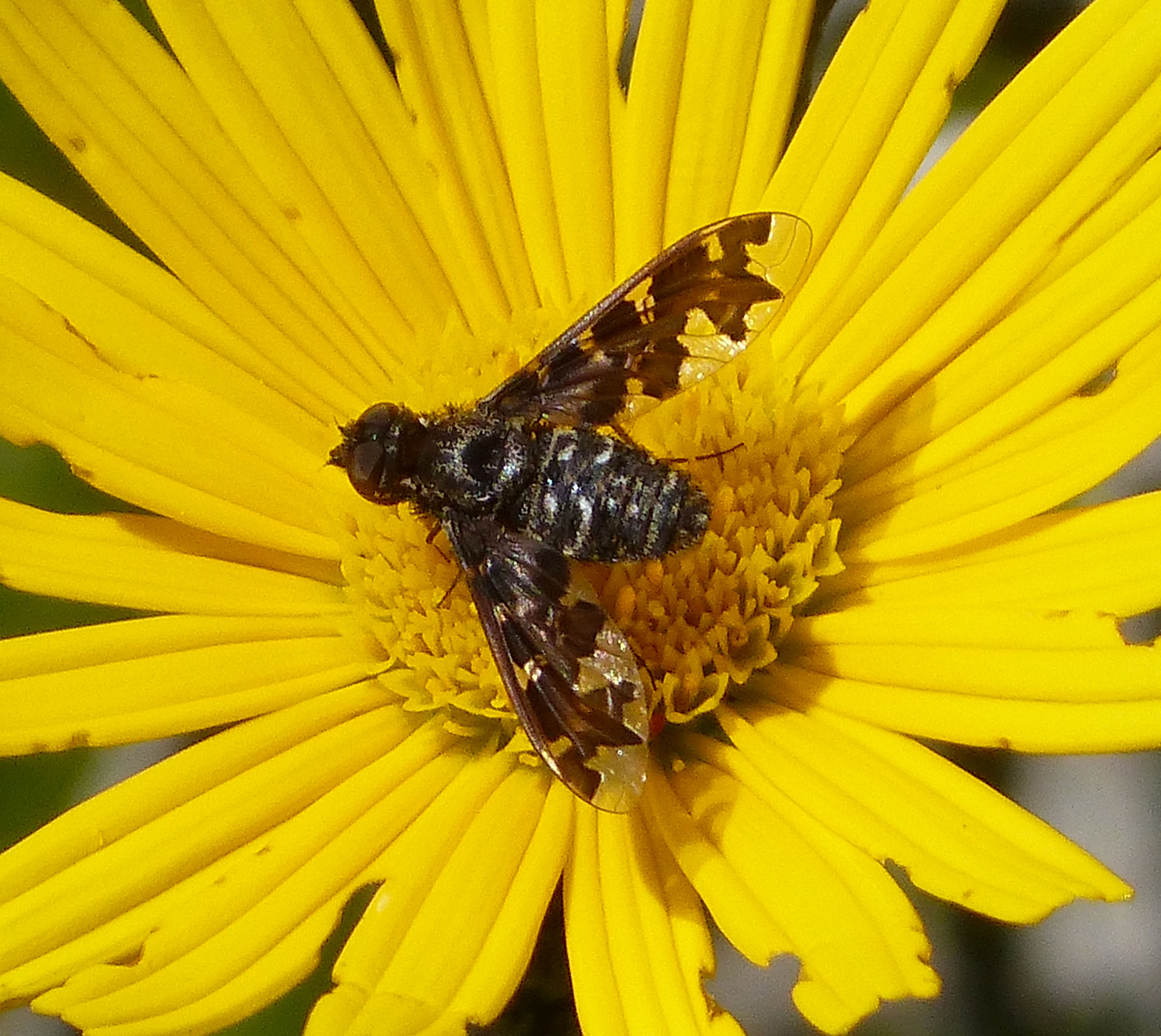
Exoprosopa jacchus
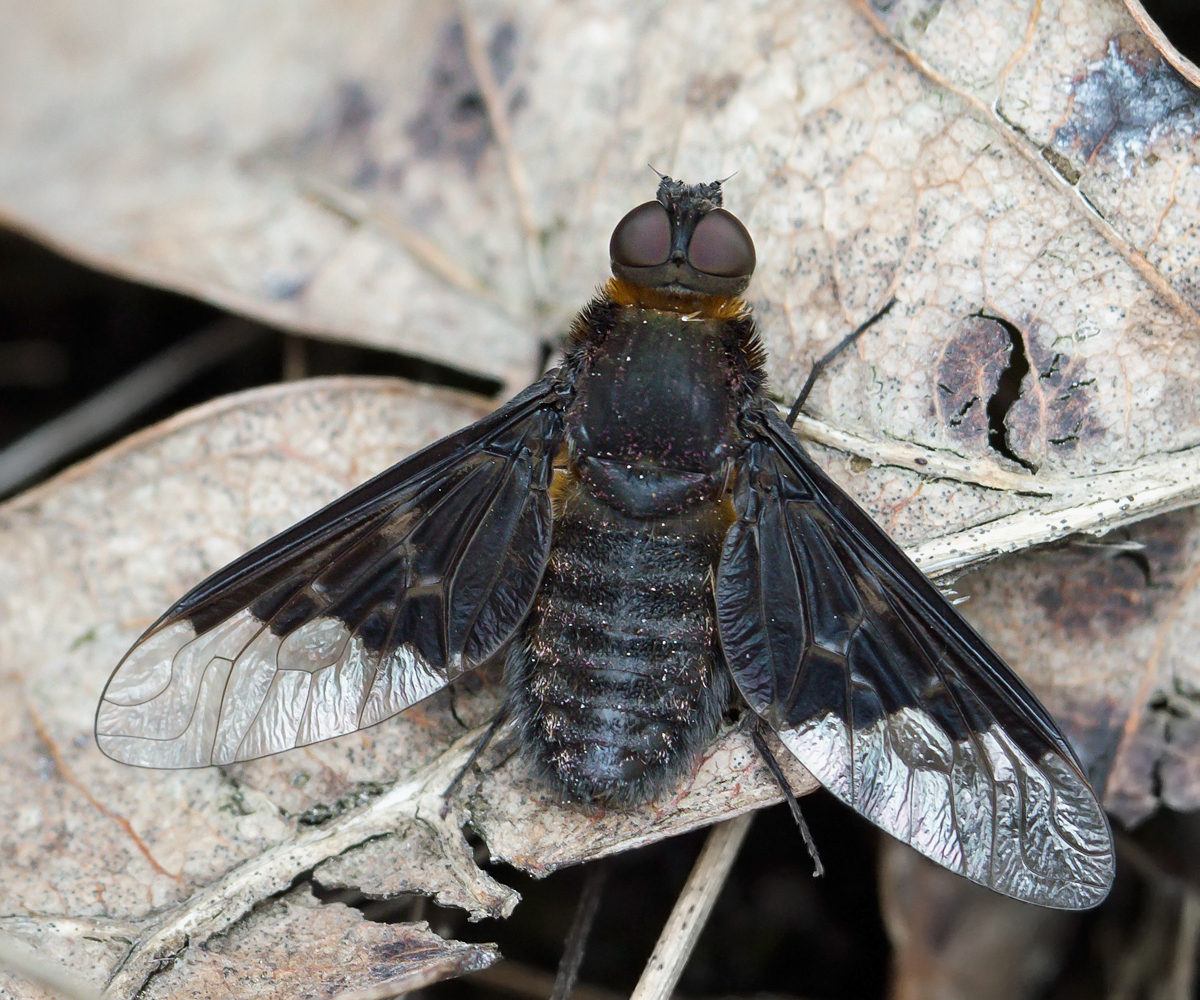
Hemipenthes morio

#### Hártyásszárnyúak
Buzogányos levéldarazsak családja (Cimbicidae)
Abia fulgens 1937. július, Retyezát. Jelenleg a londoni Természettudományi Múzeumban található.

## Paleobotanikus
1920-as években Nopcsa Ferenc (az első magyarországi dinoszaurusz lelet tudományos leírója) őslénytani ásatásaiban és kutatásaiban vett részt.
Ezek a gyakorlati őslénytani ismeretek a balassagyarmati múzeumi álláshoz is szükségesek voltak. Ehhez két neves kutató barátjától kapott segítséget, Andreánszky Gábortól (a magyarországi paleobotanika jeles alakja, ELTE professzor, egykori akadémikus) és Tasnádi Kubacska Andrástól (az Országos Természettudományi Múzeum egykori főigazgatója, geológus, gerinces paleontológus, aki 30 éven át dolgozott az ipolytarnóci lábnyom homokkő lelőhelyének feltárásán, mely munkában Lipthay Béla is segített.)
Legányi Ferenctől a gyűjtési technikát tanulta. Legányi Ferenc, Egerben az egyik leggazdagabb vidéki földtani gyűjteményt állította össze.
A magyar őslénytannak az egyik legszorgalmasabb amatőr gyűjtője volt. Gyűjteménye, mely nemzetközileg is kiemelkedő jelentőségű, jelenleg a gyöngyösi Mátra Múzeum őslénytani kiállításán őrzik.
Lipthay kitartásának köszönhetően, 1956 és 1962 között 757 lenyomatot a Nógrádszakáli Páris-völgyből, 295 növényi lenyomatot pedig az ipolytarnóci Botos-árokból gyűjtött a Nógrádi Természettudományi Gyűjtemény számára.

### 1200 darabosősnövénytanigyűjteményének jelentősebb fajai
- Pinus sp.
- „Persea" speciosa

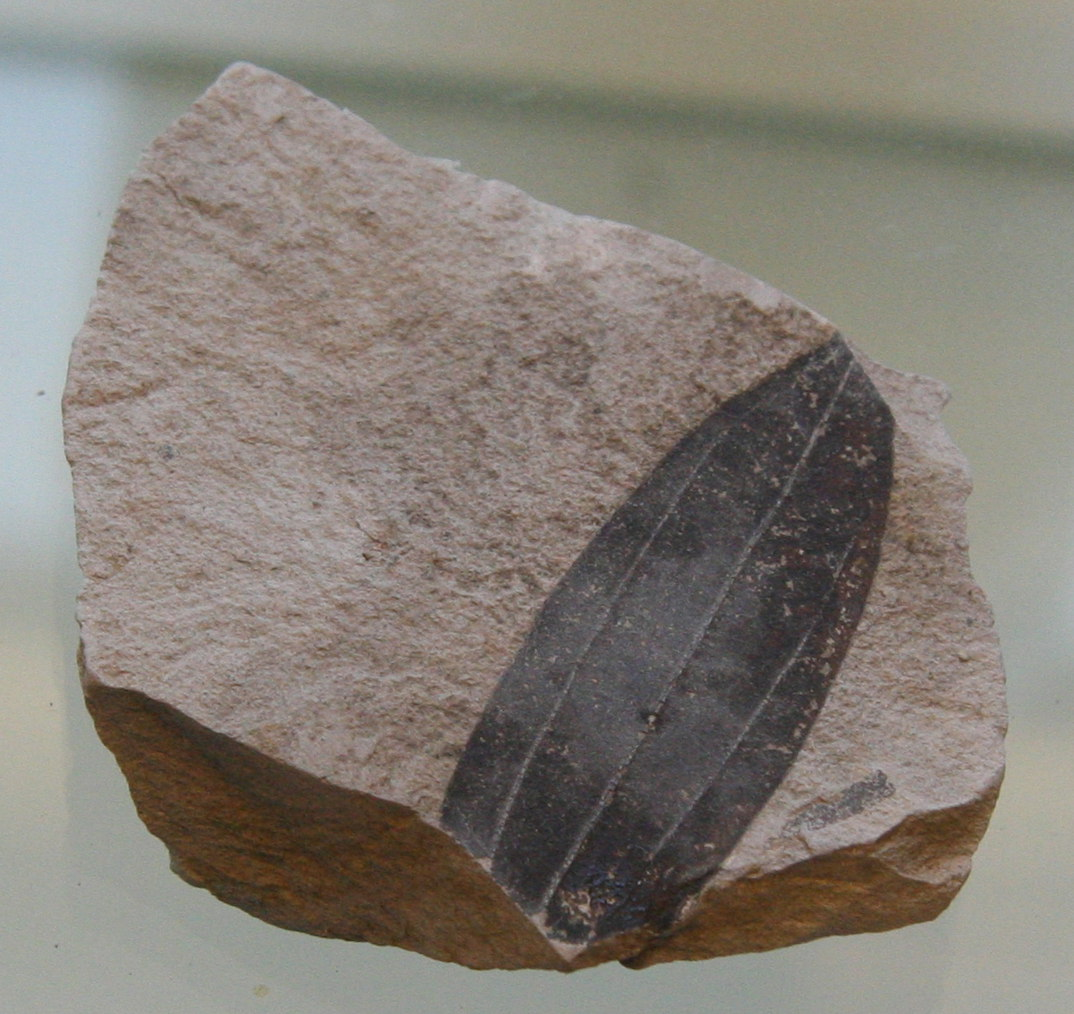
Daphnogene cinnamomeifolia
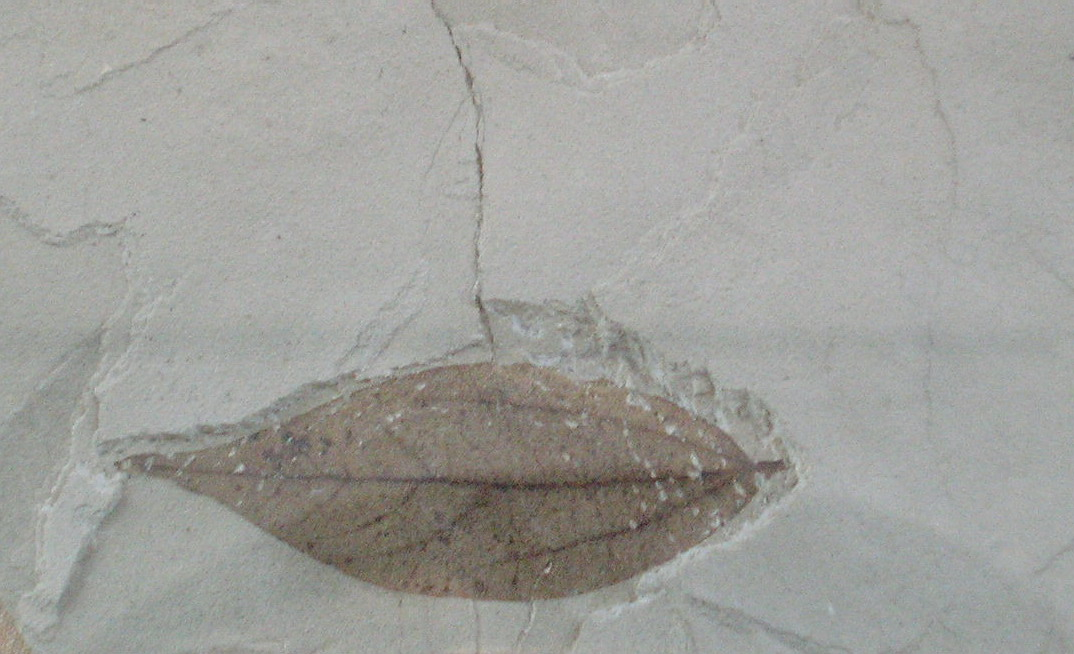
Daphnogene bilinica
- Daphnogene polymorpha
- Daphnogene spectabile
- Litsea ipolytarnocense
- Laurus primigenia
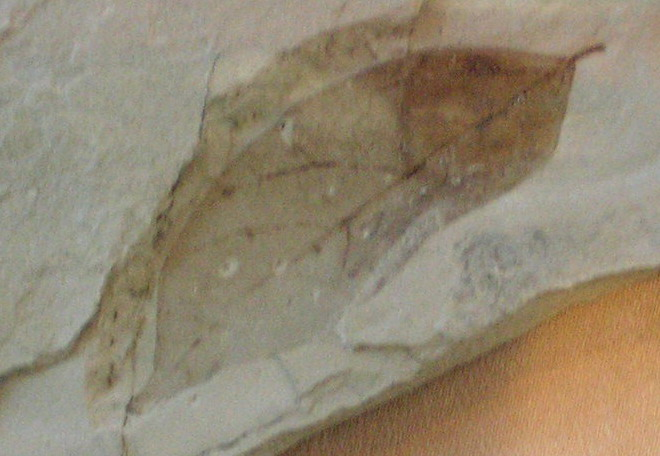
Laurophyllum pseudoprinceps
- Platanus neptuni
- „Quercus" cruciata
- Engelhardtia osbergensis
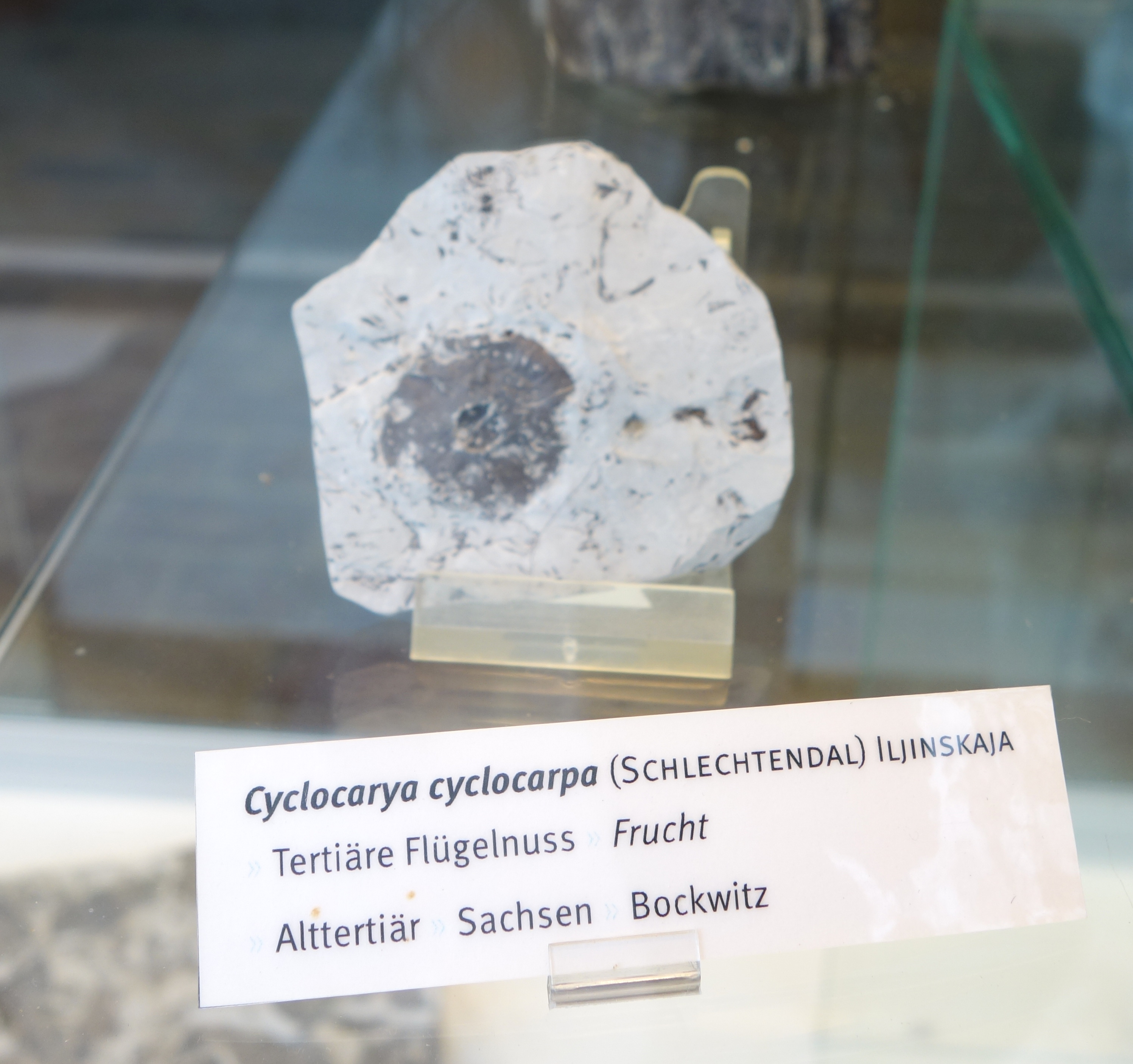
Cyclocarya cyclocarpa
- Carya bartkoi
- Podogonium oehningense
- Oreopanax protomulticaulis
- Schefflera gaudini
- Smilax weberi
- Smilax aspera
- Smilax borsodensis
- Calamus noszki
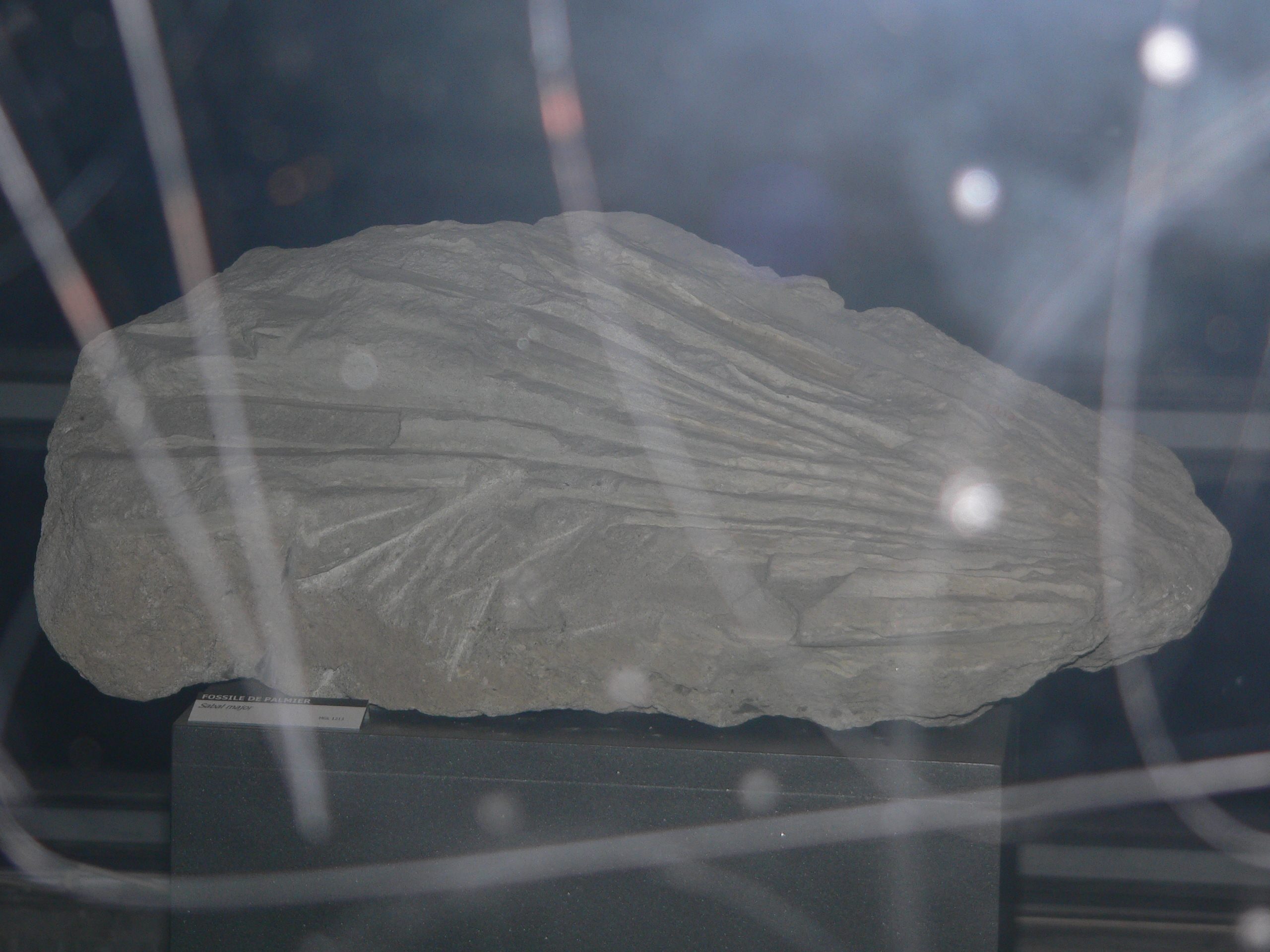
Sabal major
- Araceophyllum tarnocense
- Araceites hungaricus

- Daphnogene cinnamomeifolia
- Daphnogene bilinica
- Laurophyllum pseudoprinceps
- Cyclocarya cyclocarpa
- Sabal major

## Egyéb tevékenységei
A rovarok és ősmaradványok gyűjtése, rendszerezése mellett, rajzolt, festett, könyvillusztrációkat készített. Legszívesebben lepkéket, tájképeket festett, az ipari növények kártevőiről színes növényvédelmi, állattani posztereket készített.
Kedvenc rajztechnikája a pasztellrajz volt.
Helyi népszerűsítője volt a növényvédelmi és állattani ismereteknek, valamint a kártevők elleni védekezésnek. Kiállításokat szervezett több témában pl. az ipari növények kártevőiről, vadászatról.

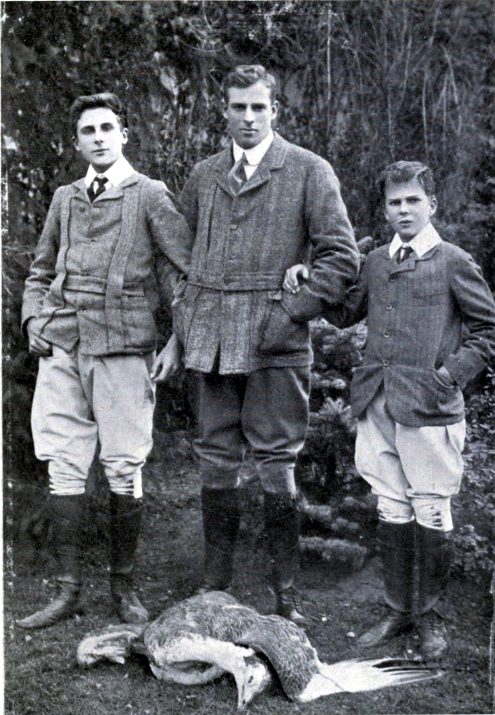
Lipthay Béla, Anthony F. Wilding, Lipthai Antal Lovrinban (Temes)

Fafaragáshoz, asztalosmesterséghez is értett, gyűjteményi dobozai nagy részét is maga készítette.
A kerttervezéssel, parkosítással is nagy lelkesedéssel foglalkozott. A Vérmezőn létesített park egyes részeit, az ő rajzai, tervei alapján ültették be.
Német nyelven verseket is írt. Kivételes olvasottsággal, széles körű műveltséggel rendelkezett.
Igazi sportember volt. Remekül lőtt célba, aminek nagy hasznát vette vadászatai során.
Kiválóan lovagolt, hiszen az első világháborúban is huszárként harcolt. De nem csak a lovaglást, de a lovakat is nagyon szerette. Lovrinban saját ménest alapított.
Legkedvesebb sportja viszont a tenisz volt. Tenisztanára, Anthony F. Wilding a nyolcszoros wimbledoni bajnok, olimpiai bronzérmes (1912, Stockholm) volt, aki nemcsak teniszezni, de angolul is tanította 1907 és 1908 között a Liphtay fivéreket, Bélát és Antalt.
Liphtay Béla olyan jól teniszezett, hogy 1929-ben Jack Wright-ot, a kanadai bajnokot is legyőzte.

## Elismerései
- 1969-ben megkapta a Magyar Rovartani Társaságtól (melynek 1943-tól volt a tagja), a Frivaldszky Imre emlékplakett ezüst fokozatát.
- A 60.000 darabos lepkegyűjteménye, Budapestre, a Természettudományi Múzeum Állattárába került, ahol manapság is szolgálják a magyar és nemzetközi tudományt.
- Egy új fajt, Lonicera lipthayana róla neveztek el.

## Híres szakemberek, akikkel kapcsolatban állt
- Diószeghy László (lepkegyűjtő, rovartani szakíró, Székelyföld)
- Kőnig Frigyes (lepkeszakértő, gyűjtő, Temesvár)
- Teleki Jenő
- Norman D. Riley (a londoni British Múzeum osztályvezetője, a Royal Entomological Society titkára. A lepkefélék, különösen a boglárka lepke fajták kutatásával foglalkozott)
- Lionel W. Rothschild (az egyik legnagyobb magángyűjtő)
- Brisbane C. S. Warren (a Royal Entomological Society tagja)
- Kaszab Zoltán (a magyar Természettudományi Múzeum főigazgatója, kiváló bogárszakértő, a gyászbogarak, hólyaghúzó bogarak nemzetközi szaktekintélye)
- Kovács Lajos (neves nagylepke kutató)
- Éhik Gyula (zoológus, a biológiai tudományok kandidátusa)
- Issekutz László (lepkegyűjtő, preparátor)
- Móczár László (a rovarkutatás és fényképezés nemzetközi szaktekintélye)
- Bezsilla László (entomológus, a rovarfauna kitűnő szakértője, neves lepkegyűjtő)
- Gozmány László (biológus, zoológus, entomológus], molylepke specialista, a Magyar Természettudományi Múzeum lepkegyűjteményének tudományos főmunkatársa)

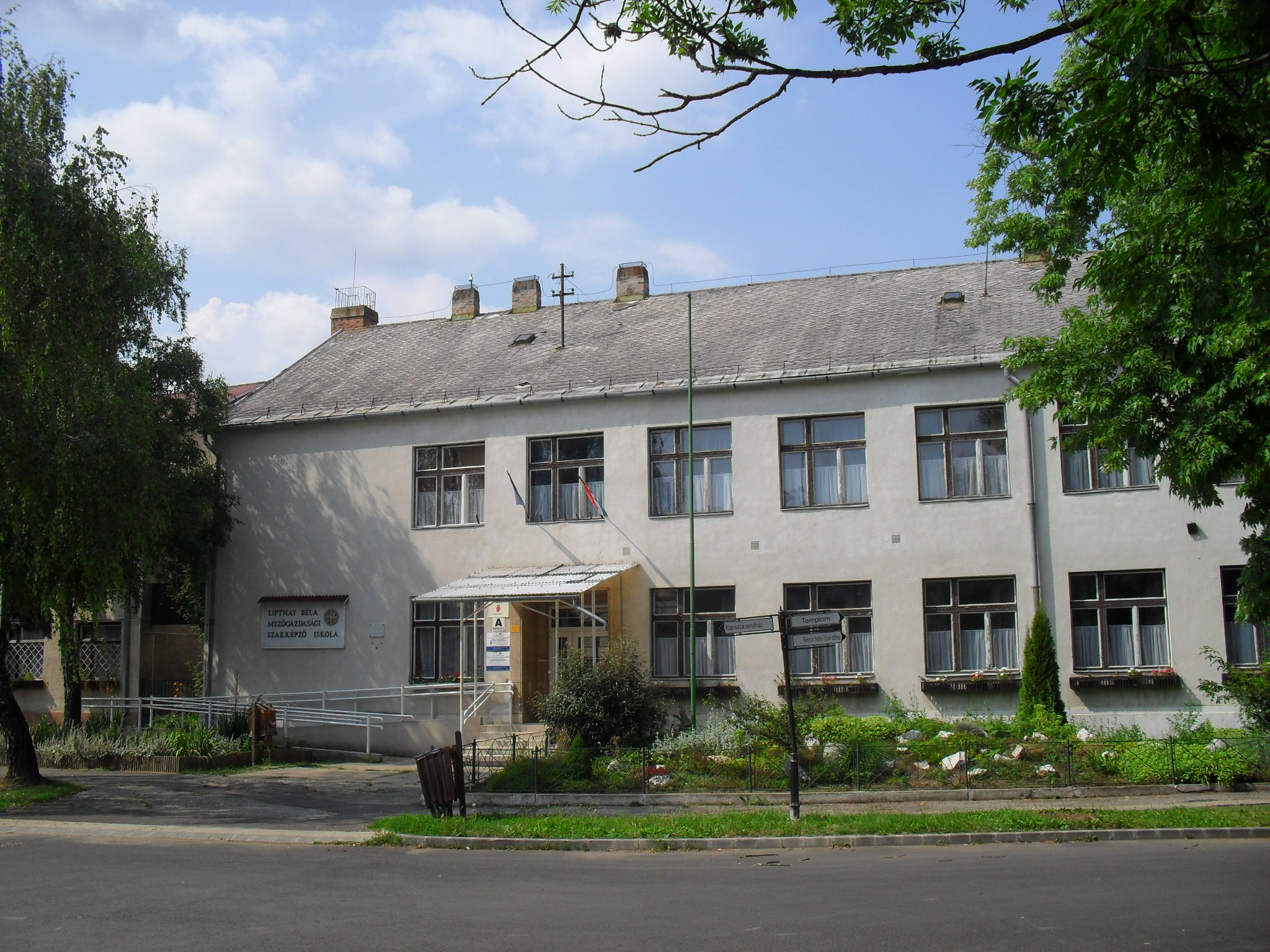
Lipthay Béla Mezőgazdasági Szakképző Iskola és Kollégium

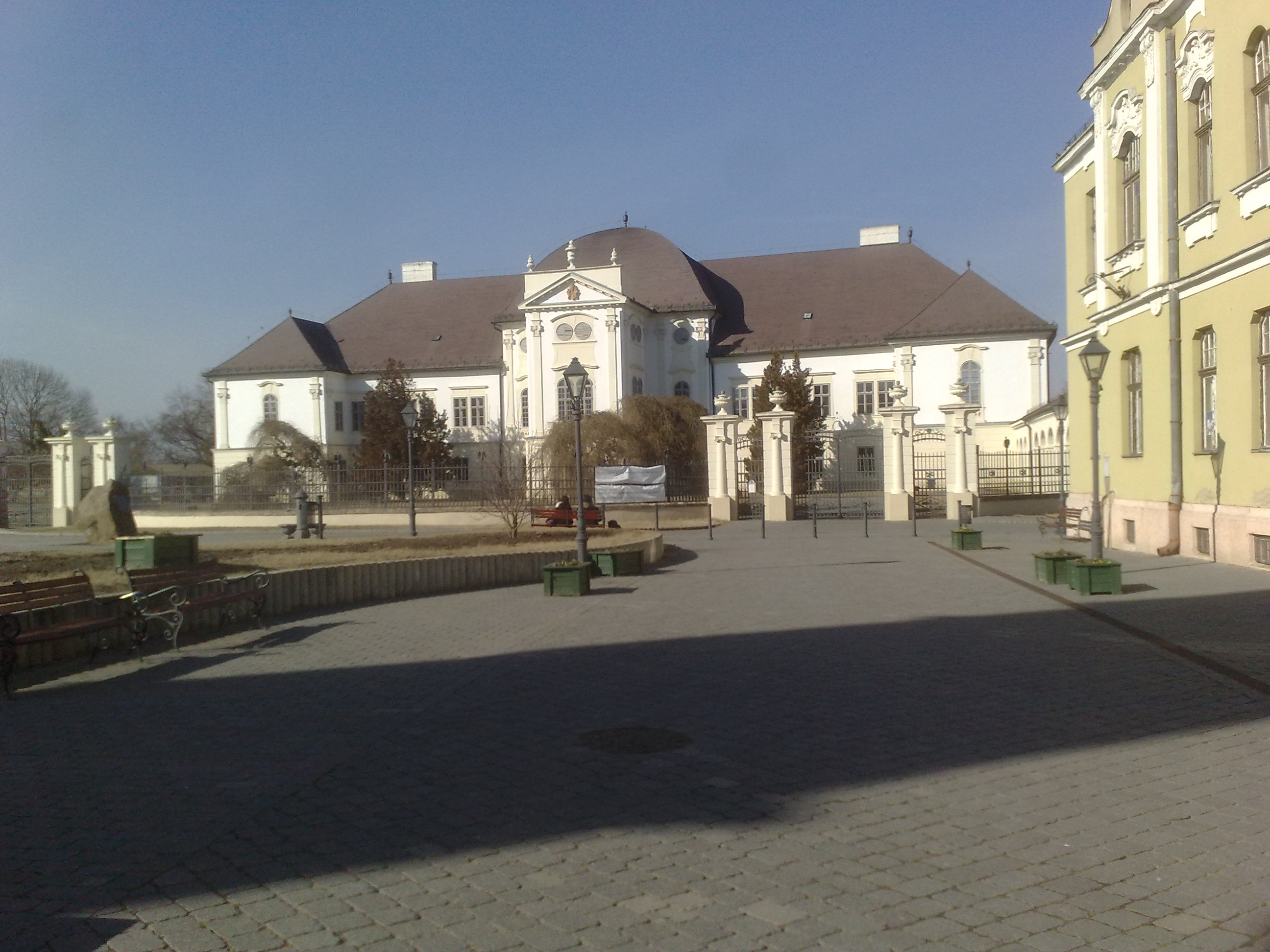
Kubinyi Ferenc Múzeum

## Érdekességek
- 1996-ban, a szécsényi szakképző iskola, Lipthay Béla Mezőgazdasági Szakképző Iskola és Kollégium nevet vette fel.
- A Kubinyi Ferenc Múzeum abban a kastélyban működik, ahol egykor Lipthay Béla élt családjával.